# Шумов, Илья Степанович
 Илья́ Степа́нович Шу́мов (16 (28) июня 1819, Архангельск — июль 1881, Севастополь) — русский шахматный мастер и шахматный композитор, действительный статский советник.

## Биография
18 лет Шумов служил морским офицером на Балтийском флоте. В 1847 году Шумов покинул службу в морском министерстве в Санкт-Петербурге и начал интенсивно заниматься шахматами. Шумов быстро достиг успехов в шахматной игре и стал наряду со своими учителями Александром Петровым и Карлом Янишем одним из лучших шахматистов России.
Шумов обладал ярким комбинационным дарованием. Слабее Шумов играл в дебюте и в эндшпиле. Редактор «Шахматного листка» В. Михайлов писал о Шумове: «…полагаясь на тонкость своего соображения и врожденный талант к игре он мало изучал её теорию; пробежал когда-то знаменитый „Analyse“ Яниша, да тем, кажется и ограничился. Поэтому понятно, что в дебютах и окончаниях, в которых самый тонкий ум нуждается в помощи науки, Шумов не может равняться с могучим своим соперником, но зато в том периоде партии, который называется серединой, он не только не уступает князю Урусову, но, может быть, даже превосходит его. Чем труднее положение, чем сложнее комбинация, тем лучше играет Шумов».
Говард Стаунтон приглашал Шумова, наряду с Петровым и Янишем, для участия в первом международном шахматном турнире в Лондоне в 1851 году. Но ни один из русских шахматистов не смог принять участие в этом турнире.
В 1854 году Шумов сыграл в Санкт-Петербурге два матча со своим учителем Янишем — 3:5 и 7:5.
В 1862 г. Шумов проиграл в Санкт-Петербурге матч против Игнаца фон Колиша — 2:6 и в 1875 против Шимона Винавера — 2:5.
После смерти Александра Петрова в 1867 году, Шумов считался лучшим шахматистом России до середины 1870-х годов.
В 1869 году Шумов был одним из соучредителей Санкт-Петербургского шахматного клуба, который располагался на Офицерской улице, 14/21 (ныне улица Декабристов).
С 1869 года Шумов вёл шахматную колонку в журнале «Всемирная иллюстрация». После смерти Шумова в 1881 году эту колонку продолжал вести до 1898 года выдающийся русский шахматист Михаил Чигорин. В конце своей карьеры Шумову довелось встретиться за шахматной доской с Михаилом Чигориным.
Учениками Шумова были сильные русские шахматисты Эммануил Шифферс и Семён Алапин.
Лучший исторический рейтинг Шумова в октябре 1863 года оценивается как 2489.
Шумов известен также как замечательный шахматный композитор. Он составил около 200 шахматных задач. Многие его задачи были связаны с определёнными историческими и политическими событиями.
В 1867 году, к международному шахматному турниру в Париже, Шумов выпустил сборник изобразительных шахматных композиций. В этот сборник вошли также задачи в которых фигуры были расставлены в виде всех букв латинского алфавита. Композиция в которой фигуры были расставлены в виде буквы «Т» была посвящена герою обороны Севастополя Э. И. Тотлебену.

## Спортивные результаты
| Год         | Город     | Соревнование                                                    | + | − | = | Результат     | Место |
| ----------- | --------- | --------------------------------------------------------------- | - | - | - | ------------- | ----- |
| 1847        |           | Матч Петербург — Царское Село по переписке (противник — Енотов) | 2 | 1 | 0 | 2 : 1         |       |
| 1848 — 1851 |           | Серия матчей по переписке с И. В. Киреевским                    |   |   |   |               |       |
| 1850 — 1851 |           | Матч по переписке с А. И. Кронебергом                           |   |   |   |               |       |
| С 1850      | Петербург | Партии в Петербургском обществе любителей шахматной игры        |   |   |   |               |       |
| 1852        | Петербург | Матч с Д. С. Урусовым                                           | 1 | 1 | 4 | 3 : 3         |       |
| 1853        | Петербург | Матч с А. Д. Петровым                                           |   |   |   | Матч проигран |       |
| 1854        | Петербург | Матч с К. А. Янишем                                             |   |   |   | 3 : 5         |       |
|             | Петербург | Матч с К. А. Янишем                                             | 5 | 3 | 4 | 7 : 5         |       |
|             | Петербург | Матч с Д. С. Урусовым                                           | 4 | 7 | 0 | 4 : 7         |       |
| 1859        | Петербург | Матч с С. С. Урусовым                                           | 3 | 7 | 3 | 4,5 : 8,5     |       |
|             | Петербург | Матч с С. С. Урусовым                                           | 2 | 6 | 1 | 2,5 : 6,5     |       |
|             | Петербург | Гандикап-турнир петербургских шахматистов                       |   |   |   |               | 1     |
| 1862        | Петербург | Матч с А. Д. Петровым                                           | 2 | 4 | 0 | 2 : 4         |       |
|             | Петербург | Матч с И. Колишем                                               | 2 | 6 | 0 | 2 : 6         |       |
| С 1869      | Петербург | Соревнования Петербургского шахматного клуба                    |   |   |   |               |       |
| 1875        | Петербург | Матч с Ш. А. Винавером                                          | 2 | 5 | 0 | 2 : 5         |       |
| 1876        | Петербург | Показательный турнир с М. И. Чигориным и Э. С. Шифферсом        | 2 | 0 | 0 | 2 из 2        | 1     |
| 1877 — 1880 | Петербург | Показательные партии с А. А. Ашариным и А. Д. Дадиани           |   |   |   |               |       |

## Задачи Шумова
|   | a | b | c | d | e | f | g | h |   |
| - | --- | --- | --- | --- | --- | --- | --- | --- | - |
| 8 | f7 белый король · e6 чёрная пешка · f6 белая пешка · g6 чёрная пешка · d5 белый слон · e5 белая пешка · f5 чёрная пешка · g5 чёрная пешка · h5 чёрная пешка · c4 чёрная пешка · d4 белая пешка · e4 белая ладья · f4 белый конь · g4 белая ладья · h4 белый слон · b3 чёрная пешка · c3 чёрная пешка · d3 белая пешка · f3 чёрный король · h3 белая пешка · a2 белая пешка · b2 белая пешка · c2 чёрная ладья · d2 чёрная ладья · e2 чёрный слон · f2 чёрный слон · g2 чёрный конь · h2 белая пешка | f7 белый король · e6 чёрная пешка · f6 белая пешка · g6 чёрная пешка · d5 белый слон · e5 белая пешка · f5 чёрная пешка · g5 чёрная пешка · h5 чёрная пешка · c4 чёрная пешка · d4 белая пешка · e4 белая ладья · f4 белый конь · g4 белая ладья · h4 белый слон · b3 чёрная пешка · c3 чёрная пешка · d3 белая пешка · f3 чёрный король · h3 белая пешка · a2 белая пешка · b2 белая пешка · c2 чёрная ладья · d2 чёрная ладья · e2 чёрный слон · f2 чёрный слон · g2 чёрный конь · h2 белая пешка | f7 белый король · e6 чёрная пешка · f6 белая пешка · g6 чёрная пешка · d5 белый слон · e5 белая пешка · f5 чёрная пешка · g5 чёрная пешка · h5 чёрная пешка · c4 чёрная пешка · d4 белая пешка · e4 белая ладья · f4 белый конь · g4 белая ладья · h4 белый слон · b3 чёрная пешка · c3 чёрная пешка · d3 белая пешка · f3 чёрный король · h3 белая пешка · a2 белая пешка · b2 белая пешка · c2 чёрная ладья · d2 чёрная ладья · e2 чёрный слон · f2 чёрный слон · g2 чёрный конь · h2 белая пешка | f7 белый король · e6 чёрная пешка · f6 белая пешка · g6 чёрная пешка · d5 белый слон · e5 белая пешка · f5 чёрная пешка · g5 чёрная пешка · h5 чёрная пешка · c4 чёрная пешка · d4 белая пешка · e4 белая ладья · f4 белый конь · g4 белая ладья · h4 белый слон · b3 чёрная пешка · c3 чёрная пешка · d3 белая пешка · f3 чёрный король · h3 белая пешка · a2 белая пешка · b2 белая пешка · c2 чёрная ладья · d2 чёрная ладья · e2 чёрный слон · f2 чёрный слон · g2 чёрный конь · h2 белая пешка | f7 белый король · e6 чёрная пешка · f6 белая пешка · g6 чёрная пешка · d5 белый слон · e5 белая пешка · f5 чёрная пешка · g5 чёрная пешка · h5 чёрная пешка · c4 чёрная пешка · d4 белая пешка · e4 белая ладья · f4 белый конь · g4 белая ладья · h4 белый слон · b3 чёрная пешка · c3 чёрная пешка · d3 белая пешка · f3 чёрный король · h3 белая пешка · a2 белая пешка · b2 белая пешка · c2 чёрная ладья · d2 чёрная ладья · e2 чёрный слон · f2 чёрный слон · g2 чёрный конь · h2 белая пешка | f7 белый король · e6 чёрная пешка · f6 белая пешка · g6 чёрная пешка · d5 белый слон · e5 белая пешка · f5 чёрная пешка · g5 чёрная пешка · h5 чёрная пешка · c4 чёрная пешка · d4 белая пешка · e4 белая ладья · f4 белый конь · g4 белая ладья · h4 белый слон · b3 чёрная пешка · c3 чёрная пешка · d3 белая пешка · f3 чёрный король · h3 белая пешка · a2 белая пешка · b2 белая пешка · c2 чёрная ладья · d2 чёрная ладья · e2 чёрный слон · f2 чёрный слон · g2 чёрный конь · h2 белая пешка | f7 белый король · e6 чёрная пешка · f6 белая пешка · g6 чёрная пешка · d5 белый слон · e5 белая пешка · f5 чёрная пешка · g5 чёрная пешка · h5 чёрная пешка · c4 чёрная пешка · d4 белая пешка · e4 белая ладья · f4 белый конь · g4 белая ладья · h4 белый слон · b3 чёрная пешка · c3 чёрная пешка · d3 белая пешка · f3 чёрный король · h3 белая пешка · a2 белая пешка · b2 белая пешка · c2 чёрная ладья · d2 чёрная ладья · e2 чёрный слон · f2 чёрный слон · g2 чёрный конь · h2 белая пешка | f7 белый король · e6 чёрная пешка · f6 белая пешка · g6 чёрная пешка · d5 белый слон · e5 белая пешка · f5 чёрная пешка · g5 чёрная пешка · h5 чёрная пешка · c4 чёрная пешка · d4 белая пешка · e4 белая ладья · f4 белый конь · g4 белая ладья · h4 белый слон · b3 чёрная пешка · c3 чёрная пешка · d3 белая пешка · f3 чёрный король · h3 белая пешка · a2 белая пешка · b2 белая пешка · c2 чёрная ладья · d2 чёрная ладья · e2 чёрный слон · f2 чёрный слон · g2 чёрный конь · h2 белая пешка | 8 |
| 7 | f7 белый король · e6 чёрная пешка · f6 белая пешка · g6 чёрная пешка · d5 белый слон · e5 белая пешка · f5 чёрная пешка · g5 чёрная пешка · h5 чёрная пешка · c4 чёрная пешка · d4 белая пешка · e4 белая ладья · f4 белый конь · g4 белая ладья · h4 белый слон · b3 чёрная пешка · c3 чёрная пешка · d3 белая пешка · f3 чёрный король · h3 белая пешка · a2 белая пешка · b2 белая пешка · c2 чёрная ладья · d2 чёрная ладья · e2 чёрный слон · f2 чёрный слон · g2 чёрный конь · h2 белая пешка | f7 белый король · e6 чёрная пешка · f6 белая пешка · g6 чёрная пешка · d5 белый слон · e5 белая пешка · f5 чёрная пешка · g5 чёрная пешка · h5 чёрная пешка · c4 чёрная пешка · d4 белая пешка · e4 белая ладья · f4 белый конь · g4 белая ладья · h4 белый слон · b3 чёрная пешка · c3 чёрная пешка · d3 белая пешка · f3 чёрный король · h3 белая пешка · a2 белая пешка · b2 белая пешка · c2 чёрная ладья · d2 чёрная ладья · e2 чёрный слон · f2 чёрный слон · g2 чёрный конь · h2 белая пешка | f7 белый король · e6 чёрная пешка · f6 белая пешка · g6 чёрная пешка · d5 белый слон · e5 белая пешка · f5 чёрная пешка · g5 чёрная пешка · h5 чёрная пешка · c4 чёрная пешка · d4 белая пешка · e4 белая ладья · f4 белый конь · g4 белая ладья · h4 белый слон · b3 чёрная пешка · c3 чёрная пешка · d3 белая пешка · f3 чёрный король · h3 белая пешка · a2 белая пешка · b2 белая пешка · c2 чёрная ладья · d2 чёрная ладья · e2 чёрный слон · f2 чёрный слон · g2 чёрный конь · h2 белая пешка | f7 белый король · e6 чёрная пешка · f6 белая пешка · g6 чёрная пешка · d5 белый слон · e5 белая пешка · f5 чёрная пешка · g5 чёрная пешка · h5 чёрная пешка · c4 чёрная пешка · d4 белая пешка · e4 белая ладья · f4 белый конь · g4 белая ладья · h4 белый слон · b3 чёрная пешка · c3 чёрная пешка · d3 белая пешка · f3 чёрный король · h3 белая пешка · a2 белая пешка · b2 белая пешка · c2 чёрная ладья · d2 чёрная ладья · e2 чёрный слон · f2 чёрный слон · g2 чёрный конь · h2 белая пешка | f7 белый король · e6 чёрная пешка · f6 белая пешка · g6 чёрная пешка · d5 белый слон · e5 белая пешка · f5 чёрная пешка · g5 чёрная пешка · h5 чёрная пешка · c4 чёрная пешка · d4 белая пешка · e4 белая ладья · f4 белый конь · g4 белая ладья · h4 белый слон · b3 чёрная пешка · c3 чёрная пешка · d3 белая пешка · f3 чёрный король · h3 белая пешка · a2 белая пешка · b2 белая пешка · c2 чёрная ладья · d2 чёрная ладья · e2 чёрный слон · f2 чёрный слон · g2 чёрный конь · h2 белая пешка | f7 белый король · e6 чёрная пешка · f6 белая пешка · g6 чёрная пешка · d5 белый слон · e5 белая пешка · f5 чёрная пешка · g5 чёрная пешка · h5 чёрная пешка · c4 чёрная пешка · d4 белая пешка · e4 белая ладья · f4 белый конь · g4 белая ладья · h4 белый слон · b3 чёрная пешка · c3 чёрная пешка · d3 белая пешка · f3 чёрный король · h3 белая пешка · a2 белая пешка · b2 белая пешка · c2 чёрная ладья · d2 чёрная ладья · e2 чёрный слон · f2 чёрный слон · g2 чёрный конь · h2 белая пешка | f7 белый король · e6 чёрная пешка · f6 белая пешка · g6 чёрная пешка · d5 белый слон · e5 белая пешка · f5 чёрная пешка · g5 чёрная пешка · h5 чёрная пешка · c4 чёрная пешка · d4 белая пешка · e4 белая ладья · f4 белый конь · g4 белая ладья · h4 белый слон · b3 чёрная пешка · c3 чёрная пешка · d3 белая пешка · f3 чёрный король · h3 белая пешка · a2 белая пешка · b2 белая пешка · c2 чёрная ладья · d2 чёрная ладья · e2 чёрный слон · f2 чёрный слон · g2 чёрный конь · h2 белая пешка | f7 белый король · e6 чёрная пешка · f6 белая пешка · g6 чёрная пешка · d5 белый слон · e5 белая пешка · f5 чёрная пешка · g5 чёрная пешка · h5 чёрная пешка · c4 чёрная пешка · d4 белая пешка · e4 белая ладья · f4 белый конь · g4 белая ладья · h4 белый слон · b3 чёрная пешка · c3 чёрная пешка · d3 белая пешка · f3 чёрный король · h3 белая пешка · a2 белая пешка · b2 белая пешка · c2 чёрная ладья · d2 чёрная ладья · e2 чёрный слон · f2 чёрный слон · g2 чёрный конь · h2 белая пешка | 7 |
| 6 | f7 белый король · e6 чёрная пешка · f6 белая пешка · g6 чёрная пешка · d5 белый слон · e5 белая пешка · f5 чёрная пешка · g5 чёрная пешка · h5 чёрная пешка · c4 чёрная пешка · d4 белая пешка · e4 белая ладья · f4 белый конь · g4 белая ладья · h4 белый слон · b3 чёрная пешка · c3 чёрная пешка · d3 белая пешка · f3 чёрный король · h3 белая пешка · a2 белая пешка · b2 белая пешка · c2 чёрная ладья · d2 чёрная ладья · e2 чёрный слон · f2 чёрный слон · g2 чёрный конь · h2 белая пешка | f7 белый король · e6 чёрная пешка · f6 белая пешка · g6 чёрная пешка · d5 белый слон · e5 белая пешка · f5 чёрная пешка · g5 чёрная пешка · h5 чёрная пешка · c4 чёрная пешка · d4 белая пешка · e4 белая ладья · f4 белый конь · g4 белая ладья · h4 белый слон · b3 чёрная пешка · c3 чёрная пешка · d3 белая пешка · f3 чёрный король · h3 белая пешка · a2 белая пешка · b2 белая пешка · c2 чёрная ладья · d2 чёрная ладья · e2 чёрный слон · f2 чёрный слон · g2 чёрный конь · h2 белая пешка | f7 белый король · e6 чёрная пешка · f6 белая пешка · g6 чёрная пешка · d5 белый слон · e5 белая пешка · f5 чёрная пешка · g5 чёрная пешка · h5 чёрная пешка · c4 чёрная пешка · d4 белая пешка · e4 белая ладья · f4 белый конь · g4 белая ладья · h4 белый слон · b3 чёрная пешка · c3 чёрная пешка · d3 белая пешка · f3 чёрный король · h3 белая пешка · a2 белая пешка · b2 белая пешка · c2 чёрная ладья · d2 чёрная ладья · e2 чёрный слон · f2 чёрный слон · g2 чёрный конь · h2 белая пешка | f7 белый король · e6 чёрная пешка · f6 белая пешка · g6 чёрная пешка · d5 белый слон · e5 белая пешка · f5 чёрная пешка · g5 чёрная пешка · h5 чёрная пешка · c4 чёрная пешка · d4 белая пешка · e4 белая ладья · f4 белый конь · g4 белая ладья · h4 белый слон · b3 чёрная пешка · c3 чёрная пешка · d3 белая пешка · f3 чёрный король · h3 белая пешка · a2 белая пешка · b2 белая пешка · c2 чёрная ладья · d2 чёрная ладья · e2 чёрный слон · f2 чёрный слон · g2 чёрный конь · h2 белая пешка | f7 белый король · e6 чёрная пешка · f6 белая пешка · g6 чёрная пешка · d5 белый слон · e5 белая пешка · f5 чёрная пешка · g5 чёрная пешка · h5 чёрная пешка · c4 чёрная пешка · d4 белая пешка · e4 белая ладья · f4 белый конь · g4 белая ладья · h4 белый слон · b3 чёрная пешка · c3 чёрная пешка · d3 белая пешка · f3 чёрный король · h3 белая пешка · a2 белая пешка · b2 белая пешка · c2 чёрная ладья · d2 чёрная ладья · e2 чёрный слон · f2 чёрный слон · g2 чёрный конь · h2 белая пешка | f7 белый король · e6 чёрная пешка · f6 белая пешка · g6 чёрная пешка · d5 белый слон · e5 белая пешка · f5 чёрная пешка · g5 чёрная пешка · h5 чёрная пешка · c4 чёрная пешка · d4 белая пешка · e4 белая ладья · f4 белый конь · g4 белая ладья · h4 белый слон · b3 чёрная пешка · c3 чёрная пешка · d3 белая пешка · f3 чёрный король · h3 белая пешка · a2 белая пешка · b2 белая пешка · c2 чёрная ладья · d2 чёрная ладья · e2 чёрный слон · f2 чёрный слон · g2 чёрный конь · h2 белая пешка | f7 белый король · e6 чёрная пешка · f6 белая пешка · g6 чёрная пешка · d5 белый слон · e5 белая пешка · f5 чёрная пешка · g5 чёрная пешка · h5 чёрная пешка · c4 чёрная пешка · d4 белая пешка · e4 белая ладья · f4 белый конь · g4 белая ладья · h4 белый слон · b3 чёрная пешка · c3 чёрная пешка · d3 белая пешка · f3 чёрный король · h3 белая пешка · a2 белая пешка · b2 белая пешка · c2 чёрная ладья · d2 чёрная ладья · e2 чёрный слон · f2 чёрный слон · g2 чёрный конь · h2 белая пешка | f7 белый король · e6 чёрная пешка · f6 белая пешка · g6 чёрная пешка · d5 белый слон · e5 белая пешка · f5 чёрная пешка · g5 чёрная пешка · h5 чёрная пешка · c4 чёрная пешка · d4 белая пешка · e4 белая ладья · f4 белый конь · g4 белая ладья · h4 белый слон · b3 чёрная пешка · c3 чёрная пешка · d3 белая пешка · f3 чёрный король · h3 белая пешка · a2 белая пешка · b2 белая пешка · c2 чёрная ладья · d2 чёрная ладья · e2 чёрный слон · f2 чёрный слон · g2 чёрный конь · h2 белая пешка | 6 |
| 5 | f7 белый король · e6 чёрная пешка · f6 белая пешка · g6 чёрная пешка · d5 белый слон · e5 белая пешка · f5 чёрная пешка · g5 чёрная пешка · h5 чёрная пешка · c4 чёрная пешка · d4 белая пешка · e4 белая ладья · f4 белый конь · g4 белая ладья · h4 белый слон · b3 чёрная пешка · c3 чёрная пешка · d3 белая пешка · f3 чёрный король · h3 белая пешка · a2 белая пешка · b2 белая пешка · c2 чёрная ладья · d2 чёрная ладья · e2 чёрный слон · f2 чёрный слон · g2 чёрный конь · h2 белая пешка | f7 белый король · e6 чёрная пешка · f6 белая пешка · g6 чёрная пешка · d5 белый слон · e5 белая пешка · f5 чёрная пешка · g5 чёрная пешка · h5 чёрная пешка · c4 чёрная пешка · d4 белая пешка · e4 белая ладья · f4 белый конь · g4 белая ладья · h4 белый слон · b3 чёрная пешка · c3 чёрная пешка · d3 белая пешка · f3 чёрный король · h3 белая пешка · a2 белая пешка · b2 белая пешка · c2 чёрная ладья · d2 чёрная ладья · e2 чёрный слон · f2 чёрный слон · g2 чёрный конь · h2 белая пешка | f7 белый король · e6 чёрная пешка · f6 белая пешка · g6 чёрная пешка · d5 белый слон · e5 белая пешка · f5 чёрная пешка · g5 чёрная пешка · h5 чёрная пешка · c4 чёрная пешка · d4 белая пешка · e4 белая ладья · f4 белый конь · g4 белая ладья · h4 белый слон · b3 чёрная пешка · c3 чёрная пешка · d3 белая пешка · f3 чёрный король · h3 белая пешка · a2 белая пешка · b2 белая пешка · c2 чёрная ладья · d2 чёрная ладья · e2 чёрный слон · f2 чёрный слон · g2 чёрный конь · h2 белая пешка | f7 белый король · e6 чёрная пешка · f6 белая пешка · g6 чёрная пешка · d5 белый слон · e5 белая пешка · f5 чёрная пешка · g5 чёрная пешка · h5 чёрная пешка · c4 чёрная пешка · d4 белая пешка · e4 белая ладья · f4 белый конь · g4 белая ладья · h4 белый слон · b3 чёрная пешка · c3 чёрная пешка · d3 белая пешка · f3 чёрный король · h3 белая пешка · a2 белая пешка · b2 белая пешка · c2 чёрная ладья · d2 чёрная ладья · e2 чёрный слон · f2 чёрный слон · g2 чёрный конь · h2 белая пешка | f7 белый король · e6 чёрная пешка · f6 белая пешка · g6 чёрная пешка · d5 белый слон · e5 белая пешка · f5 чёрная пешка · g5 чёрная пешка · h5 чёрная пешка · c4 чёрная пешка · d4 белая пешка · e4 белая ладья · f4 белый конь · g4 белая ладья · h4 белый слон · b3 чёрная пешка · c3 чёрная пешка · d3 белая пешка · f3 чёрный король · h3 белая пешка · a2 белая пешка · b2 белая пешка · c2 чёрная ладья · d2 чёрная ладья · e2 чёрный слон · f2 чёрный слон · g2 чёрный конь · h2 белая пешка | f7 белый король · e6 чёрная пешка · f6 белая пешка · g6 чёрная пешка · d5 белый слон · e5 белая пешка · f5 чёрная пешка · g5 чёрная пешка · h5 чёрная пешка · c4 чёрная пешка · d4 белая пешка · e4 белая ладья · f4 белый конь · g4 белая ладья · h4 белый слон · b3 чёрная пешка · c3 чёрная пешка · d3 белая пешка · f3 чёрный король · h3 белая пешка · a2 белая пешка · b2 белая пешка · c2 чёрная ладья · d2 чёрная ладья · e2 чёрный слон · f2 чёрный слон · g2 чёрный конь · h2 белая пешка | f7 белый король · e6 чёрная пешка · f6 белая пешка · g6 чёрная пешка · d5 белый слон · e5 белая пешка · f5 чёрная пешка · g5 чёрная пешка · h5 чёрная пешка · c4 чёрная пешка · d4 белая пешка · e4 белая ладья · f4 белый конь · g4 белая ладья · h4 белый слон · b3 чёрная пешка · c3 чёрная пешка · d3 белая пешка · f3 чёрный король · h3 белая пешка · a2 белая пешка · b2 белая пешка · c2 чёрная ладья · d2 чёрная ладья · e2 чёрный слон · f2 чёрный слон · g2 чёрный конь · h2 белая пешка | f7 белый король · e6 чёрная пешка · f6 белая пешка · g6 чёрная пешка · d5 белый слон · e5 белая пешка · f5 чёрная пешка · g5 чёрная пешка · h5 чёрная пешка · c4 чёрная пешка · d4 белая пешка · e4 белая ладья · f4 белый конь · g4 белая ладья · h4 белый слон · b3 чёрная пешка · c3 чёрная пешка · d3 белая пешка · f3 чёрный король · h3 белая пешка · a2 белая пешка · b2 белая пешка · c2 чёрная ладья · d2 чёрная ладья · e2 чёрный слон · f2 чёрный слон · g2 чёрный конь · h2 белая пешка | 5 |
| 4 | f7 белый король · e6 чёрная пешка · f6 белая пешка · g6 чёрная пешка · d5 белый слон · e5 белая пешка · f5 чёрная пешка · g5 чёрная пешка · h5 чёрная пешка · c4 чёрная пешка · d4 белая пешка · e4 белая ладья · f4 белый конь · g4 белая ладья · h4 белый слон · b3 чёрная пешка · c3 чёрная пешка · d3 белая пешка · f3 чёрный король · h3 белая пешка · a2 белая пешка · b2 белая пешка · c2 чёрная ладья · d2 чёрная ладья · e2 чёрный слон · f2 чёрный слон · g2 чёрный конь · h2 белая пешка | f7 белый король · e6 чёрная пешка · f6 белая пешка · g6 чёрная пешка · d5 белый слон · e5 белая пешка · f5 чёрная пешка · g5 чёрная пешка · h5 чёрная пешка · c4 чёрная пешка · d4 белая пешка · e4 белая ладья · f4 белый конь · g4 белая ладья · h4 белый слон · b3 чёрная пешка · c3 чёрная пешка · d3 белая пешка · f3 чёрный король · h3 белая пешка · a2 белая пешка · b2 белая пешка · c2 чёрная ладья · d2 чёрная ладья · e2 чёрный слон · f2 чёрный слон · g2 чёрный конь · h2 белая пешка | f7 белый король · e6 чёрная пешка · f6 белая пешка · g6 чёрная пешка · d5 белый слон · e5 белая пешка · f5 чёрная пешка · g5 чёрная пешка · h5 чёрная пешка · c4 чёрная пешка · d4 белая пешка · e4 белая ладья · f4 белый конь · g4 белая ладья · h4 белый слон · b3 чёрная пешка · c3 чёрная пешка · d3 белая пешка · f3 чёрный король · h3 белая пешка · a2 белая пешка · b2 белая пешка · c2 чёрная ладья · d2 чёрная ладья · e2 чёрный слон · f2 чёрный слон · g2 чёрный конь · h2 белая пешка | f7 белый король · e6 чёрная пешка · f6 белая пешка · g6 чёрная пешка · d5 белый слон · e5 белая пешка · f5 чёрная пешка · g5 чёрная пешка · h5 чёрная пешка · c4 чёрная пешка · d4 белая пешка · e4 белая ладья · f4 белый конь · g4 белая ладья · h4 белый слон · b3 чёрная пешка · c3 чёрная пешка · d3 белая пешка · f3 чёрный король · h3 белая пешка · a2 белая пешка · b2 белая пешка · c2 чёрная ладья · d2 чёрная ладья · e2 чёрный слон · f2 чёрный слон · g2 чёрный конь · h2 белая пешка | f7 белый король · e6 чёрная пешка · f6 белая пешка · g6 чёрная пешка · d5 белый слон · e5 белая пешка · f5 чёрная пешка · g5 чёрная пешка · h5 чёрная пешка · c4 чёрная пешка · d4 белая пешка · e4 белая ладья · f4 белый конь · g4 белая ладья · h4 белый слон · b3 чёрная пешка · c3 чёрная пешка · d3 белая пешка · f3 чёрный король · h3 белая пешка · a2 белая пешка · b2 белая пешка · c2 чёрная ладья · d2 чёрная ладья · e2 чёрный слон · f2 чёрный слон · g2 чёрный конь · h2 белая пешка | f7 белый король · e6 чёрная пешка · f6 белая пешка · g6 чёрная пешка · d5 белый слон · e5 белая пешка · f5 чёрная пешка · g5 чёрная пешка · h5 чёрная пешка · c4 чёрная пешка · d4 белая пешка · e4 белая ладья · f4 белый конь · g4 белая ладья · h4 белый слон · b3 чёрная пешка · c3 чёрная пешка · d3 белая пешка · f3 чёрный король · h3 белая пешка · a2 белая пешка · b2 белая пешка · c2 чёрная ладья · d2 чёрная ладья · e2 чёрный слон · f2 чёрный слон · g2 чёрный конь · h2 белая пешка | f7 белый король · e6 чёрная пешка · f6 белая пешка · g6 чёрная пешка · d5 белый слон · e5 белая пешка · f5 чёрная пешка · g5 чёрная пешка · h5 чёрная пешка · c4 чёрная пешка · d4 белая пешка · e4 белая ладья · f4 белый конь · g4 белая ладья · h4 белый слон · b3 чёрная пешка · c3 чёрная пешка · d3 белая пешка · f3 чёрный король · h3 белая пешка · a2 белая пешка · b2 белая пешка · c2 чёрная ладья · d2 чёрная ладья · e2 чёрный слон · f2 чёрный слон · g2 чёрный конь · h2 белая пешка | f7 белый король · e6 чёрная пешка · f6 белая пешка · g6 чёрная пешка · d5 белый слон · e5 белая пешка · f5 чёрная пешка · g5 чёрная пешка · h5 чёрная пешка · c4 чёрная пешка · d4 белая пешка · e4 белая ладья · f4 белый конь · g4 белая ладья · h4 белый слон · b3 чёрная пешка · c3 чёрная пешка · d3 белая пешка · f3 чёрный король · h3 белая пешка · a2 белая пешка · b2 белая пешка · c2 чёрная ладья · d2 чёрная ладья · e2 чёрный слон · f2 чёрный слон · g2 чёрный конь · h2 белая пешка | 4 |
| 3 | f7 белый король · e6 чёрная пешка · f6 белая пешка · g6 чёрная пешка · d5 белый слон · e5 белая пешка · f5 чёрная пешка · g5 чёрная пешка · h5 чёрная пешка · c4 чёрная пешка · d4 белая пешка · e4 белая ладья · f4 белый конь · g4 белая ладья · h4 белый слон · b3 чёрная пешка · c3 чёрная пешка · d3 белая пешка · f3 чёрный король · h3 белая пешка · a2 белая пешка · b2 белая пешка · c2 чёрная ладья · d2 чёрная ладья · e2 чёрный слон · f2 чёрный слон · g2 чёрный конь · h2 белая пешка | f7 белый король · e6 чёрная пешка · f6 белая пешка · g6 чёрная пешка · d5 белый слон · e5 белая пешка · f5 чёрная пешка · g5 чёрная пешка · h5 чёрная пешка · c4 чёрная пешка · d4 белая пешка · e4 белая ладья · f4 белый конь · g4 белая ладья · h4 белый слон · b3 чёрная пешка · c3 чёрная пешка · d3 белая пешка · f3 чёрный король · h3 белая пешка · a2 белая пешка · b2 белая пешка · c2 чёрная ладья · d2 чёрная ладья · e2 чёрный слон · f2 чёрный слон · g2 чёрный конь · h2 белая пешка | f7 белый король · e6 чёрная пешка · f6 белая пешка · g6 чёрная пешка · d5 белый слон · e5 белая пешка · f5 чёрная пешка · g5 чёрная пешка · h5 чёрная пешка · c4 чёрная пешка · d4 белая пешка · e4 белая ладья · f4 белый конь · g4 белая ладья · h4 белый слон · b3 чёрная пешка · c3 чёрная пешка · d3 белая пешка · f3 чёрный король · h3 белая пешка · a2 белая пешка · b2 белая пешка · c2 чёрная ладья · d2 чёрная ладья · e2 чёрный слон · f2 чёрный слон · g2 чёрный конь · h2 белая пешка | f7 белый король · e6 чёрная пешка · f6 белая пешка · g6 чёрная пешка · d5 белый слон · e5 белая пешка · f5 чёрная пешка · g5 чёрная пешка · h5 чёрная пешка · c4 чёрная пешка · d4 белая пешка · e4 белая ладья · f4 белый конь · g4 белая ладья · h4 белый слон · b3 чёрная пешка · c3 чёрная пешка · d3 белая пешка · f3 чёрный король · h3 белая пешка · a2 белая пешка · b2 белая пешка · c2 чёрная ладья · d2 чёрная ладья · e2 чёрный слон · f2 чёрный слон · g2 чёрный конь · h2 белая пешка | f7 белый король · e6 чёрная пешка · f6 белая пешка · g6 чёрная пешка · d5 белый слон · e5 белая пешка · f5 чёрная пешка · g5 чёрная пешка · h5 чёрная пешка · c4 чёрная пешка · d4 белая пешка · e4 белая ладья · f4 белый конь · g4 белая ладья · h4 белый слон · b3 чёрная пешка · c3 чёрная пешка · d3 белая пешка · f3 чёрный король · h3 белая пешка · a2 белая пешка · b2 белая пешка · c2 чёрная ладья · d2 чёрная ладья · e2 чёрный слон · f2 чёрный слон · g2 чёрный конь · h2 белая пешка | f7 белый король · e6 чёрная пешка · f6 белая пешка · g6 чёрная пешка · d5 белый слон · e5 белая пешка · f5 чёрная пешка · g5 чёрная пешка · h5 чёрная пешка · c4 чёрная пешка · d4 белая пешка · e4 белая ладья · f4 белый конь · g4 белая ладья · h4 белый слон · b3 чёрная пешка · c3 чёрная пешка · d3 белая пешка · f3 чёрный король · h3 белая пешка · a2 белая пешка · b2 белая пешка · c2 чёрная ладья · d2 чёрная ладья · e2 чёрный слон · f2 чёрный слон · g2 чёрный конь · h2 белая пешка | f7 белый король · e6 чёрная пешка · f6 белая пешка · g6 чёрная пешка · d5 белый слон · e5 белая пешка · f5 чёрная пешка · g5 чёрная пешка · h5 чёрная пешка · c4 чёрная пешка · d4 белая пешка · e4 белая ладья · f4 белый конь · g4 белая ладья · h4 белый слон · b3 чёрная пешка · c3 чёрная пешка · d3 белая пешка · f3 чёрный король · h3 белая пешка · a2 белая пешка · b2 белая пешка · c2 чёрная ладья · d2 чёрная ладья · e2 чёрный слон · f2 чёрный слон · g2 чёрный конь · h2 белая пешка | f7 белый король · e6 чёрная пешка · f6 белая пешка · g6 чёрная пешка · d5 белый слон · e5 белая пешка · f5 чёрная пешка · g5 чёрная пешка · h5 чёрная пешка · c4 чёрная пешка · d4 белая пешка · e4 белая ладья · f4 белый конь · g4 белая ладья · h4 белый слон · b3 чёрная пешка · c3 чёрная пешка · d3 белая пешка · f3 чёрный король · h3 белая пешка · a2 белая пешка · b2 белая пешка · c2 чёрная ладья · d2 чёрная ладья · e2 чёрный слон · f2 чёрный слон · g2 чёрный конь · h2 белая пешка | 3 |
| 2 | f7 белый король · e6 чёрная пешка · f6 белая пешка · g6 чёрная пешка · d5 белый слон · e5 белая пешка · f5 чёрная пешка · g5 чёрная пешка · h5 чёрная пешка · c4 чёрная пешка · d4 белая пешка · e4 белая ладья · f4 белый конь · g4 белая ладья · h4 белый слон · b3 чёрная пешка · c3 чёрная пешка · d3 белая пешка · f3 чёрный король · h3 белая пешка · a2 белая пешка · b2 белая пешка · c2 чёрная ладья · d2 чёрная ладья · e2 чёрный слон · f2 чёрный слон · g2 чёрный конь · h2 белая пешка | f7 белый король · e6 чёрная пешка · f6 белая пешка · g6 чёрная пешка · d5 белый слон · e5 белая пешка · f5 чёрная пешка · g5 чёрная пешка · h5 чёрная пешка · c4 чёрная пешка · d4 белая пешка · e4 белая ладья · f4 белый конь · g4 белая ладья · h4 белый слон · b3 чёрная пешка · c3 чёрная пешка · d3 белая пешка · f3 чёрный король · h3 белая пешка · a2 белая пешка · b2 белая пешка · c2 чёрная ладья · d2 чёрная ладья · e2 чёрный слон · f2 чёрный слон · g2 чёрный конь · h2 белая пешка | f7 белый король · e6 чёрная пешка · f6 белая пешка · g6 чёрная пешка · d5 белый слон · e5 белая пешка · f5 чёрная пешка · g5 чёрная пешка · h5 чёрная пешка · c4 чёрная пешка · d4 белая пешка · e4 белая ладья · f4 белый конь · g4 белая ладья · h4 белый слон · b3 чёрная пешка · c3 чёрная пешка · d3 белая пешка · f3 чёрный король · h3 белая пешка · a2 белая пешка · b2 белая пешка · c2 чёрная ладья · d2 чёрная ладья · e2 чёрный слон · f2 чёрный слон · g2 чёрный конь · h2 белая пешка | f7 белый король · e6 чёрная пешка · f6 белая пешка · g6 чёрная пешка · d5 белый слон · e5 белая пешка · f5 чёрная пешка · g5 чёрная пешка · h5 чёрная пешка · c4 чёрная пешка · d4 белая пешка · e4 белая ладья · f4 белый конь · g4 белая ладья · h4 белый слон · b3 чёрная пешка · c3 чёрная пешка · d3 белая пешка · f3 чёрный король · h3 белая пешка · a2 белая пешка · b2 белая пешка · c2 чёрная ладья · d2 чёрная ладья · e2 чёрный слон · f2 чёрный слон · g2 чёрный конь · h2 белая пешка | f7 белый король · e6 чёрная пешка · f6 белая пешка · g6 чёрная пешка · d5 белый слон · e5 белая пешка · f5 чёрная пешка · g5 чёрная пешка · h5 чёрная пешка · c4 чёрная пешка · d4 белая пешка · e4 белая ладья · f4 белый конь · g4 белая ладья · h4 белый слон · b3 чёрная пешка · c3 чёрная пешка · d3 белая пешка · f3 чёрный король · h3 белая пешка · a2 белая пешка · b2 белая пешка · c2 чёрная ладья · d2 чёрная ладья · e2 чёрный слон · f2 чёрный слон · g2 чёрный конь · h2 белая пешка | f7 белый король · e6 чёрная пешка · f6 белая пешка · g6 чёрная пешка · d5 белый слон · e5 белая пешка · f5 чёрная пешка · g5 чёрная пешка · h5 чёрная пешка · c4 чёрная пешка · d4 белая пешка · e4 белая ладья · f4 белый конь · g4 белая ладья · h4 белый слон · b3 чёрная пешка · c3 чёрная пешка · d3 белая пешка · f3 чёрный король · h3 белая пешка · a2 белая пешка · b2 белая пешка · c2 чёрная ладья · d2 чёрная ладья · e2 чёрный слон · f2 чёрный слон · g2 чёрный конь · h2 белая пешка | f7 белый король · e6 чёрная пешка · f6 белая пешка · g6 чёрная пешка · d5 белый слон · e5 белая пешка · f5 чёрная пешка · g5 чёрная пешка · h5 чёрная пешка · c4 чёрная пешка · d4 белая пешка · e4 белая ладья · f4 белый конь · g4 белая ладья · h4 белый слон · b3 чёрная пешка · c3 чёрная пешка · d3 белая пешка · f3 чёрный король · h3 белая пешка · a2 белая пешка · b2 белая пешка · c2 чёрная ладья · d2 чёрная ладья · e2 чёрный слон · f2 чёрный слон · g2 чёрный конь · h2 белая пешка | f7 белый король · e6 чёрная пешка · f6 белая пешка · g6 чёрная пешка · d5 белый слон · e5 белая пешка · f5 чёрная пешка · g5 чёрная пешка · h5 чёрная пешка · c4 чёрная пешка · d4 белая пешка · e4 белая ладья · f4 белый конь · g4 белая ладья · h4 белый слон · b3 чёрная пешка · c3 чёрная пешка · d3 белая пешка · f3 чёрный король · h3 белая пешка · a2 белая пешка · b2 белая пешка · c2 чёрная ладья · d2 чёрная ладья · e2 чёрный слон · f2 чёрный слон · g2 чёрный конь · h2 белая пешка | 2 |
| 1 | f7 белый король · e6 чёрная пешка · f6 белая пешка · g6 чёрная пешка · d5 белый слон · e5 белая пешка · f5 чёрная пешка · g5 чёрная пешка · h5 чёрная пешка · c4 чёрная пешка · d4 белая пешка · e4 белая ладья · f4 белый конь · g4 белая ладья · h4 белый слон · b3 чёрная пешка · c3 чёрная пешка · d3 белая пешка · f3 чёрный король · h3 белая пешка · a2 белая пешка · b2 белая пешка · c2 чёрная ладья · d2 чёрная ладья · e2 чёрный слон · f2 чёрный слон · g2 чёрный конь · h2 белая пешка | f7 белый король · e6 чёрная пешка · f6 белая пешка · g6 чёрная пешка · d5 белый слон · e5 белая пешка · f5 чёрная пешка · g5 чёрная пешка · h5 чёрная пешка · c4 чёрная пешка · d4 белая пешка · e4 белая ладья · f4 белый конь · g4 белая ладья · h4 белый слон · b3 чёрная пешка · c3 чёрная пешка · d3 белая пешка · f3 чёрный король · h3 белая пешка · a2 белая пешка · b2 белая пешка · c2 чёрная ладья · d2 чёрная ладья · e2 чёрный слон · f2 чёрный слон · g2 чёрный конь · h2 белая пешка | f7 белый король · e6 чёрная пешка · f6 белая пешка · g6 чёрная пешка · d5 белый слон · e5 белая пешка · f5 чёрная пешка · g5 чёрная пешка · h5 чёрная пешка · c4 чёрная пешка · d4 белая пешка · e4 белая ладья · f4 белый конь · g4 белая ладья · h4 белый слон · b3 чёрная пешка · c3 чёрная пешка · d3 белая пешка · f3 чёрный король · h3 белая пешка · a2 белая пешка · b2 белая пешка · c2 чёрная ладья · d2 чёрная ладья · e2 чёрный слон · f2 чёрный слон · g2 чёрный конь · h2 белая пешка | f7 белый король · e6 чёрная пешка · f6 белая пешка · g6 чёрная пешка · d5 белый слон · e5 белая пешка · f5 чёрная пешка · g5 чёрная пешка · h5 чёрная пешка · c4 чёрная пешка · d4 белая пешка · e4 белая ладья · f4 белый конь · g4 белая ладья · h4 белый слон · b3 чёрная пешка · c3 чёрная пешка · d3 белая пешка · f3 чёрный король · h3 белая пешка · a2 белая пешка · b2 белая пешка · c2 чёрная ладья · d2 чёрная ладья · e2 чёрный слон · f2 чёрный слон · g2 чёрный конь · h2 белая пешка | f7 белый король · e6 чёрная пешка · f6 белая пешка · g6 чёрная пешка · d5 белый слон · e5 белая пешка · f5 чёрная пешка · g5 чёрная пешка · h5 чёрная пешка · c4 чёрная пешка · d4 белая пешка · e4 белая ладья · f4 белый конь · g4 белая ладья · h4 белый слон · b3 чёрная пешка · c3 чёрная пешка · d3 белая пешка · f3 чёрный король · h3 белая пешка · a2 белая пешка · b2 белая пешка · c2 чёрная ладья · d2 чёрная ладья · e2 чёрный слон · f2 чёрный слон · g2 чёрный конь · h2 белая пешка | f7 белый король · e6 чёрная пешка · f6 белая пешка · g6 чёрная пешка · d5 белый слон · e5 белая пешка · f5 чёрная пешка · g5 чёрная пешка · h5 чёрная пешка · c4 чёрная пешка · d4 белая пешка · e4 белая ладья · f4 белый конь · g4 белая ладья · h4 белый слон · b3 чёрная пешка · c3 чёрная пешка · d3 белая пешка · f3 чёрный король · h3 белая пешка · a2 белая пешка · b2 белая пешка · c2 чёрная ладья · d2 чёрная ладья · e2 чёрный слон · f2 чёрный слон · g2 чёрный конь · h2 белая пешка | f7 белый король · e6 чёрная пешка · f6 белая пешка · g6 чёрная пешка · d5 белый слон · e5 белая пешка · f5 чёрная пешка · g5 чёрная пешка · h5 чёрная пешка · c4 чёрная пешка · d4 белая пешка · e4 белая ладья · f4 белый конь · g4 белая ладья · h4 белый слон · b3 чёрная пешка · c3 чёрная пешка · d3 белая пешка · f3 чёрный король · h3 белая пешка · a2 белая пешка · b2 белая пешка · c2 чёрная ладья · d2 чёрная ладья · e2 чёрный слон · f2 чёрный слон · g2 чёрный конь · h2 белая пешка | f7 белый король · e6 чёрная пешка · f6 белая пешка · g6 чёрная пешка · d5 белый слон · e5 белая пешка · f5 чёрная пешка · g5 чёрная пешка · h5 чёрная пешка · c4 чёрная пешка · d4 белая пешка · e4 белая ладья · f4 белый конь · g4 белая ладья · h4 белый слон · b3 чёрная пешка · c3 чёрная пешка · d3 белая пешка · f3 чёрный король · h3 белая пешка · a2 белая пешка · b2 белая пешка · c2 чёрная ладья · d2 чёрная ладья · e2 чёрный слон · f2 чёрный слон · g2 чёрный конь · h2 белая пешка | 1 |
|   | a | b | c | d | e | f | g | h |   |

Решение:
1. К:g2 ed
2. Лe3+ С:e3
3. Кe1×
|   | a | b | c | d | e | f | g | h |   |
| - | --- | --- | --- | --- | --- | --- | --- | --- | - |
| 8 | d6 чёрная пешка · c5 чёрная пешка · d5 белая пешка · e5 чёрная пешка · b4 чёрная пешка · c4 белый слон · e4 белая пешка · f4 чёрная пешка · a3 чёрная пешка · b3 чёрный конь · d3 белый конь · f3 белая пешка · g3 чёрная пешка · h3 белый король · a2 чёрный король · f2 чёрная пешка · g2 белая пешка · f1 белая ладья · g1 чёрный слон | d6 чёрная пешка · c5 чёрная пешка · d5 белая пешка · e5 чёрная пешка · b4 чёрная пешка · c4 белый слон · e4 белая пешка · f4 чёрная пешка · a3 чёрная пешка · b3 чёрный конь · d3 белый конь · f3 белая пешка · g3 чёрная пешка · h3 белый король · a2 чёрный король · f2 чёрная пешка · g2 белая пешка · f1 белая ладья · g1 чёрный слон | d6 чёрная пешка · c5 чёрная пешка · d5 белая пешка · e5 чёрная пешка · b4 чёрная пешка · c4 белый слон · e4 белая пешка · f4 чёрная пешка · a3 чёрная пешка · b3 чёрный конь · d3 белый конь · f3 белая пешка · g3 чёрная пешка · h3 белый король · a2 чёрный король · f2 чёрная пешка · g2 белая пешка · f1 белая ладья · g1 чёрный слон | d6 чёрная пешка · c5 чёрная пешка · d5 белая пешка · e5 чёрная пешка · b4 чёрная пешка · c4 белый слон · e4 белая пешка · f4 чёрная пешка · a3 чёрная пешка · b3 чёрный конь · d3 белый конь · f3 белая пешка · g3 чёрная пешка · h3 белый король · a2 чёрный король · f2 чёрная пешка · g2 белая пешка · f1 белая ладья · g1 чёрный слон | d6 чёрная пешка · c5 чёрная пешка · d5 белая пешка · e5 чёрная пешка · b4 чёрная пешка · c4 белый слон · e4 белая пешка · f4 чёрная пешка · a3 чёрная пешка · b3 чёрный конь · d3 белый конь · f3 белая пешка · g3 чёрная пешка · h3 белый король · a2 чёрный король · f2 чёрная пешка · g2 белая пешка · f1 белая ладья · g1 чёрный слон | d6 чёрная пешка · c5 чёрная пешка · d5 белая пешка · e5 чёрная пешка · b4 чёрная пешка · c4 белый слон · e4 белая пешка · f4 чёрная пешка · a3 чёрная пешка · b3 чёрный конь · d3 белый конь · f3 белая пешка · g3 чёрная пешка · h3 белый король · a2 чёрный король · f2 чёрная пешка · g2 белая пешка · f1 белая ладья · g1 чёрный слон | d6 чёрная пешка · c5 чёрная пешка · d5 белая пешка · e5 чёрная пешка · b4 чёрная пешка · c4 белый слон · e4 белая пешка · f4 чёрная пешка · a3 чёрная пешка · b3 чёрный конь · d3 белый конь · f3 белая пешка · g3 чёрная пешка · h3 белый король · a2 чёрный король · f2 чёрная пешка · g2 белая пешка · f1 белая ладья · g1 чёрный слон | d6 чёрная пешка · c5 чёрная пешка · d5 белая пешка · e5 чёрная пешка · b4 чёрная пешка · c4 белый слон · e4 белая пешка · f4 чёрная пешка · a3 чёрная пешка · b3 чёрный конь · d3 белый конь · f3 белая пешка · g3 чёрная пешка · h3 белый король · a2 чёрный король · f2 чёрная пешка · g2 белая пешка · f1 белая ладья · g1 чёрный слон | 8 |
| 7 | d6 чёрная пешка · c5 чёрная пешка · d5 белая пешка · e5 чёрная пешка · b4 чёрная пешка · c4 белый слон · e4 белая пешка · f4 чёрная пешка · a3 чёрная пешка · b3 чёрный конь · d3 белый конь · f3 белая пешка · g3 чёрная пешка · h3 белый король · a2 чёрный король · f2 чёрная пешка · g2 белая пешка · f1 белая ладья · g1 чёрный слон | d6 чёрная пешка · c5 чёрная пешка · d5 белая пешка · e5 чёрная пешка · b4 чёрная пешка · c4 белый слон · e4 белая пешка · f4 чёрная пешка · a3 чёрная пешка · b3 чёрный конь · d3 белый конь · f3 белая пешка · g3 чёрная пешка · h3 белый король · a2 чёрный король · f2 чёрная пешка · g2 белая пешка · f1 белая ладья · g1 чёрный слон | d6 чёрная пешка · c5 чёрная пешка · d5 белая пешка · e5 чёрная пешка · b4 чёрная пешка · c4 белый слон · e4 белая пешка · f4 чёрная пешка · a3 чёрная пешка · b3 чёрный конь · d3 белый конь · f3 белая пешка · g3 чёрная пешка · h3 белый король · a2 чёрный король · f2 чёрная пешка · g2 белая пешка · f1 белая ладья · g1 чёрный слон | d6 чёрная пешка · c5 чёрная пешка · d5 белая пешка · e5 чёрная пешка · b4 чёрная пешка · c4 белый слон · e4 белая пешка · f4 чёрная пешка · a3 чёрная пешка · b3 чёрный конь · d3 белый конь · f3 белая пешка · g3 чёрная пешка · h3 белый король · a2 чёрный король · f2 чёрная пешка · g2 белая пешка · f1 белая ладья · g1 чёрный слон | d6 чёрная пешка · c5 чёрная пешка · d5 белая пешка · e5 чёрная пешка · b4 чёрная пешка · c4 белый слон · e4 белая пешка · f4 чёрная пешка · a3 чёрная пешка · b3 чёрный конь · d3 белый конь · f3 белая пешка · g3 чёрная пешка · h3 белый король · a2 чёрный король · f2 чёрная пешка · g2 белая пешка · f1 белая ладья · g1 чёрный слон | d6 чёрная пешка · c5 чёрная пешка · d5 белая пешка · e5 чёрная пешка · b4 чёрная пешка · c4 белый слон · e4 белая пешка · f4 чёрная пешка · a3 чёрная пешка · b3 чёрный конь · d3 белый конь · f3 белая пешка · g3 чёрная пешка · h3 белый король · a2 чёрный король · f2 чёрная пешка · g2 белая пешка · f1 белая ладья · g1 чёрный слон | d6 чёрная пешка · c5 чёрная пешка · d5 белая пешка · e5 чёрная пешка · b4 чёрная пешка · c4 белый слон · e4 белая пешка · f4 чёрная пешка · a3 чёрная пешка · b3 чёрный конь · d3 белый конь · f3 белая пешка · g3 чёрная пешка · h3 белый король · a2 чёрный король · f2 чёрная пешка · g2 белая пешка · f1 белая ладья · g1 чёрный слон | d6 чёрная пешка · c5 чёрная пешка · d5 белая пешка · e5 чёрная пешка · b4 чёрная пешка · c4 белый слон · e4 белая пешка · f4 чёрная пешка · a3 чёрная пешка · b3 чёрный конь · d3 белый конь · f3 белая пешка · g3 чёрная пешка · h3 белый король · a2 чёрный король · f2 чёрная пешка · g2 белая пешка · f1 белая ладья · g1 чёрный слон | 7 |
| 6 | d6 чёрная пешка · c5 чёрная пешка · d5 белая пешка · e5 чёрная пешка · b4 чёрная пешка · c4 белый слон · e4 белая пешка · f4 чёрная пешка · a3 чёрная пешка · b3 чёрный конь · d3 белый конь · f3 белая пешка · g3 чёрная пешка · h3 белый король · a2 чёрный король · f2 чёрная пешка · g2 белая пешка · f1 белая ладья · g1 чёрный слон | d6 чёрная пешка · c5 чёрная пешка · d5 белая пешка · e5 чёрная пешка · b4 чёрная пешка · c4 белый слон · e4 белая пешка · f4 чёрная пешка · a3 чёрная пешка · b3 чёрный конь · d3 белый конь · f3 белая пешка · g3 чёрная пешка · h3 белый король · a2 чёрный король · f2 чёрная пешка · g2 белая пешка · f1 белая ладья · g1 чёрный слон | d6 чёрная пешка · c5 чёрная пешка · d5 белая пешка · e5 чёрная пешка · b4 чёрная пешка · c4 белый слон · e4 белая пешка · f4 чёрная пешка · a3 чёрная пешка · b3 чёрный конь · d3 белый конь · f3 белая пешка · g3 чёрная пешка · h3 белый король · a2 чёрный король · f2 чёрная пешка · g2 белая пешка · f1 белая ладья · g1 чёрный слон | d6 чёрная пешка · c5 чёрная пешка · d5 белая пешка · e5 чёрная пешка · b4 чёрная пешка · c4 белый слон · e4 белая пешка · f4 чёрная пешка · a3 чёрная пешка · b3 чёрный конь · d3 белый конь · f3 белая пешка · g3 чёрная пешка · h3 белый король · a2 чёрный король · f2 чёрная пешка · g2 белая пешка · f1 белая ладья · g1 чёрный слон | d6 чёрная пешка · c5 чёрная пешка · d5 белая пешка · e5 чёрная пешка · b4 чёрная пешка · c4 белый слон · e4 белая пешка · f4 чёрная пешка · a3 чёрная пешка · b3 чёрный конь · d3 белый конь · f3 белая пешка · g3 чёрная пешка · h3 белый король · a2 чёрный король · f2 чёрная пешка · g2 белая пешка · f1 белая ладья · g1 чёрный слон | d6 чёрная пешка · c5 чёрная пешка · d5 белая пешка · e5 чёрная пешка · b4 чёрная пешка · c4 белый слон · e4 белая пешка · f4 чёрная пешка · a3 чёрная пешка · b3 чёрный конь · d3 белый конь · f3 белая пешка · g3 чёрная пешка · h3 белый король · a2 чёрный король · f2 чёрная пешка · g2 белая пешка · f1 белая ладья · g1 чёрный слон | d6 чёрная пешка · c5 чёрная пешка · d5 белая пешка · e5 чёрная пешка · b4 чёрная пешка · c4 белый слон · e4 белая пешка · f4 чёрная пешка · a3 чёрная пешка · b3 чёрный конь · d3 белый конь · f3 белая пешка · g3 чёрная пешка · h3 белый король · a2 чёрный король · f2 чёрная пешка · g2 белая пешка · f1 белая ладья · g1 чёрный слон | d6 чёрная пешка · c5 чёрная пешка · d5 белая пешка · e5 чёрная пешка · b4 чёрная пешка · c4 белый слон · e4 белая пешка · f4 чёрная пешка · a3 чёрная пешка · b3 чёрный конь · d3 белый конь · f3 белая пешка · g3 чёрная пешка · h3 белый король · a2 чёрный король · f2 чёрная пешка · g2 белая пешка · f1 белая ладья · g1 чёрный слон | 6 |
| 5 | d6 чёрная пешка · c5 чёрная пешка · d5 белая пешка · e5 чёрная пешка · b4 чёрная пешка · c4 белый слон · e4 белая пешка · f4 чёрная пешка · a3 чёрная пешка · b3 чёрный конь · d3 белый конь · f3 белая пешка · g3 чёрная пешка · h3 белый король · a2 чёрный король · f2 чёрная пешка · g2 белая пешка · f1 белая ладья · g1 чёрный слон | d6 чёрная пешка · c5 чёрная пешка · d5 белая пешка · e5 чёрная пешка · b4 чёрная пешка · c4 белый слон · e4 белая пешка · f4 чёрная пешка · a3 чёрная пешка · b3 чёрный конь · d3 белый конь · f3 белая пешка · g3 чёрная пешка · h3 белый король · a2 чёрный король · f2 чёрная пешка · g2 белая пешка · f1 белая ладья · g1 чёрный слон | d6 чёрная пешка · c5 чёрная пешка · d5 белая пешка · e5 чёрная пешка · b4 чёрная пешка · c4 белый слон · e4 белая пешка · f4 чёрная пешка · a3 чёрная пешка · b3 чёрный конь · d3 белый конь · f3 белая пешка · g3 чёрная пешка · h3 белый король · a2 чёрный король · f2 чёрная пешка · g2 белая пешка · f1 белая ладья · g1 чёрный слон | d6 чёрная пешка · c5 чёрная пешка · d5 белая пешка · e5 чёрная пешка · b4 чёрная пешка · c4 белый слон · e4 белая пешка · f4 чёрная пешка · a3 чёрная пешка · b3 чёрный конь · d3 белый конь · f3 белая пешка · g3 чёрная пешка · h3 белый король · a2 чёрный король · f2 чёрная пешка · g2 белая пешка · f1 белая ладья · g1 чёрный слон | d6 чёрная пешка · c5 чёрная пешка · d5 белая пешка · e5 чёрная пешка · b4 чёрная пешка · c4 белый слон · e4 белая пешка · f4 чёрная пешка · a3 чёрная пешка · b3 чёрный конь · d3 белый конь · f3 белая пешка · g3 чёрная пешка · h3 белый король · a2 чёрный король · f2 чёрная пешка · g2 белая пешка · f1 белая ладья · g1 чёрный слон | d6 чёрная пешка · c5 чёрная пешка · d5 белая пешка · e5 чёрная пешка · b4 чёрная пешка · c4 белый слон · e4 белая пешка · f4 чёрная пешка · a3 чёрная пешка · b3 чёрный конь · d3 белый конь · f3 белая пешка · g3 чёрная пешка · h3 белый король · a2 чёрный король · f2 чёрная пешка · g2 белая пешка · f1 белая ладья · g1 чёрный слон | d6 чёрная пешка · c5 чёрная пешка · d5 белая пешка · e5 чёрная пешка · b4 чёрная пешка · c4 белый слон · e4 белая пешка · f4 чёрная пешка · a3 чёрная пешка · b3 чёрный конь · d3 белый конь · f3 белая пешка · g3 чёрная пешка · h3 белый король · a2 чёрный король · f2 чёрная пешка · g2 белая пешка · f1 белая ладья · g1 чёрный слон | d6 чёрная пешка · c5 чёрная пешка · d5 белая пешка · e5 чёрная пешка · b4 чёрная пешка · c4 белый слон · e4 белая пешка · f4 чёрная пешка · a3 чёрная пешка · b3 чёрный конь · d3 белый конь · f3 белая пешка · g3 чёрная пешка · h3 белый король · a2 чёрный король · f2 чёрная пешка · g2 белая пешка · f1 белая ладья · g1 чёрный слон | 5 |
| 4 | d6 чёрная пешка · c5 чёрная пешка · d5 белая пешка · e5 чёрная пешка · b4 чёрная пешка · c4 белый слон · e4 белая пешка · f4 чёрная пешка · a3 чёрная пешка · b3 чёрный конь · d3 белый конь · f3 белая пешка · g3 чёрная пешка · h3 белый король · a2 чёрный король · f2 чёрная пешка · g2 белая пешка · f1 белая ладья · g1 чёрный слон | d6 чёрная пешка · c5 чёрная пешка · d5 белая пешка · e5 чёрная пешка · b4 чёрная пешка · c4 белый слон · e4 белая пешка · f4 чёрная пешка · a3 чёрная пешка · b3 чёрный конь · d3 белый конь · f3 белая пешка · g3 чёрная пешка · h3 белый король · a2 чёрный король · f2 чёрная пешка · g2 белая пешка · f1 белая ладья · g1 чёрный слон | d6 чёрная пешка · c5 чёрная пешка · d5 белая пешка · e5 чёрная пешка · b4 чёрная пешка · c4 белый слон · e4 белая пешка · f4 чёрная пешка · a3 чёрная пешка · b3 чёрный конь · d3 белый конь · f3 белая пешка · g3 чёрная пешка · h3 белый король · a2 чёрный король · f2 чёрная пешка · g2 белая пешка · f1 белая ладья · g1 чёрный слон | d6 чёрная пешка · c5 чёрная пешка · d5 белая пешка · e5 чёрная пешка · b4 чёрная пешка · c4 белый слон · e4 белая пешка · f4 чёрная пешка · a3 чёрная пешка · b3 чёрный конь · d3 белый конь · f3 белая пешка · g3 чёрная пешка · h3 белый король · a2 чёрный король · f2 чёрная пешка · g2 белая пешка · f1 белая ладья · g1 чёрный слон | d6 чёрная пешка · c5 чёрная пешка · d5 белая пешка · e5 чёрная пешка · b4 чёрная пешка · c4 белый слон · e4 белая пешка · f4 чёрная пешка · a3 чёрная пешка · b3 чёрный конь · d3 белый конь · f3 белая пешка · g3 чёрная пешка · h3 белый король · a2 чёрный король · f2 чёрная пешка · g2 белая пешка · f1 белая ладья · g1 чёрный слон | d6 чёрная пешка · c5 чёрная пешка · d5 белая пешка · e5 чёрная пешка · b4 чёрная пешка · c4 белый слон · e4 белая пешка · f4 чёрная пешка · a3 чёрная пешка · b3 чёрный конь · d3 белый конь · f3 белая пешка · g3 чёрная пешка · h3 белый король · a2 чёрный король · f2 чёрная пешка · g2 белая пешка · f1 белая ладья · g1 чёрный слон | d6 чёрная пешка · c5 чёрная пешка · d5 белая пешка · e5 чёрная пешка · b4 чёрная пешка · c4 белый слон · e4 белая пешка · f4 чёрная пешка · a3 чёрная пешка · b3 чёрный конь · d3 белый конь · f3 белая пешка · g3 чёрная пешка · h3 белый король · a2 чёрный король · f2 чёрная пешка · g2 белая пешка · f1 белая ладья · g1 чёрный слон | d6 чёрная пешка · c5 чёрная пешка · d5 белая пешка · e5 чёрная пешка · b4 чёрная пешка · c4 белый слон · e4 белая пешка · f4 чёрная пешка · a3 чёрная пешка · b3 чёрный конь · d3 белый конь · f3 белая пешка · g3 чёрная пешка · h3 белый король · a2 чёрный король · f2 чёрная пешка · g2 белая пешка · f1 белая ладья · g1 чёрный слон | 4 |
| 3 | d6 чёрная пешка · c5 чёрная пешка · d5 белая пешка · e5 чёрная пешка · b4 чёрная пешка · c4 белый слон · e4 белая пешка · f4 чёрная пешка · a3 чёрная пешка · b3 чёрный конь · d3 белый конь · f3 белая пешка · g3 чёрная пешка · h3 белый король · a2 чёрный король · f2 чёрная пешка · g2 белая пешка · f1 белая ладья · g1 чёрный слон | d6 чёрная пешка · c5 чёрная пешка · d5 белая пешка · e5 чёрная пешка · b4 чёрная пешка · c4 белый слон · e4 белая пешка · f4 чёрная пешка · a3 чёрная пешка · b3 чёрный конь · d3 белый конь · f3 белая пешка · g3 чёрная пешка · h3 белый король · a2 чёрный король · f2 чёрная пешка · g2 белая пешка · f1 белая ладья · g1 чёрный слон | d6 чёрная пешка · c5 чёрная пешка · d5 белая пешка · e5 чёрная пешка · b4 чёрная пешка · c4 белый слон · e4 белая пешка · f4 чёрная пешка · a3 чёрная пешка · b3 чёрный конь · d3 белый конь · f3 белая пешка · g3 чёрная пешка · h3 белый король · a2 чёрный король · f2 чёрная пешка · g2 белая пешка · f1 белая ладья · g1 чёрный слон | d6 чёрная пешка · c5 чёрная пешка · d5 белая пешка · e5 чёрная пешка · b4 чёрная пешка · c4 белый слон · e4 белая пешка · f4 чёрная пешка · a3 чёрная пешка · b3 чёрный конь · d3 белый конь · f3 белая пешка · g3 чёрная пешка · h3 белый король · a2 чёрный король · f2 чёрная пешка · g2 белая пешка · f1 белая ладья · g1 чёрный слон | d6 чёрная пешка · c5 чёрная пешка · d5 белая пешка · e5 чёрная пешка · b4 чёрная пешка · c4 белый слон · e4 белая пешка · f4 чёрная пешка · a3 чёрная пешка · b3 чёрный конь · d3 белый конь · f3 белая пешка · g3 чёрная пешка · h3 белый король · a2 чёрный король · f2 чёрная пешка · g2 белая пешка · f1 белая ладья · g1 чёрный слон | d6 чёрная пешка · c5 чёрная пешка · d5 белая пешка · e5 чёрная пешка · b4 чёрная пешка · c4 белый слон · e4 белая пешка · f4 чёрная пешка · a3 чёрная пешка · b3 чёрный конь · d3 белый конь · f3 белая пешка · g3 чёрная пешка · h3 белый король · a2 чёрный король · f2 чёрная пешка · g2 белая пешка · f1 белая ладья · g1 чёрный слон | d6 чёрная пешка · c5 чёрная пешка · d5 белая пешка · e5 чёрная пешка · b4 чёрная пешка · c4 белый слон · e4 белая пешка · f4 чёрная пешка · a3 чёрная пешка · b3 чёрный конь · d3 белый конь · f3 белая пешка · g3 чёрная пешка · h3 белый король · a2 чёрный король · f2 чёрная пешка · g2 белая пешка · f1 белая ладья · g1 чёрный слон | d6 чёрная пешка · c5 чёрная пешка · d5 белая пешка · e5 чёрная пешка · b4 чёрная пешка · c4 белый слон · e4 белая пешка · f4 чёрная пешка · a3 чёрная пешка · b3 чёрный конь · d3 белый конь · f3 белая пешка · g3 чёрная пешка · h3 белый король · a2 чёрный король · f2 чёрная пешка · g2 белая пешка · f1 белая ладья · g1 чёрный слон | 3 |
| 2 | d6 чёрная пешка · c5 чёрная пешка · d5 белая пешка · e5 чёрная пешка · b4 чёрная пешка · c4 белый слон · e4 белая пешка · f4 чёрная пешка · a3 чёрная пешка · b3 чёрный конь · d3 белый конь · f3 белая пешка · g3 чёрная пешка · h3 белый король · a2 чёрный король · f2 чёрная пешка · g2 белая пешка · f1 белая ладья · g1 чёрный слон | d6 чёрная пешка · c5 чёрная пешка · d5 белая пешка · e5 чёрная пешка · b4 чёрная пешка · c4 белый слон · e4 белая пешка · f4 чёрная пешка · a3 чёрная пешка · b3 чёрный конь · d3 белый конь · f3 белая пешка · g3 чёрная пешка · h3 белый король · a2 чёрный король · f2 чёрная пешка · g2 белая пешка · f1 белая ладья · g1 чёрный слон | d6 чёрная пешка · c5 чёрная пешка · d5 белая пешка · e5 чёрная пешка · b4 чёрная пешка · c4 белый слон · e4 белая пешка · f4 чёрная пешка · a3 чёрная пешка · b3 чёрный конь · d3 белый конь · f3 белая пешка · g3 чёрная пешка · h3 белый король · a2 чёрный король · f2 чёрная пешка · g2 белая пешка · f1 белая ладья · g1 чёрный слон | d6 чёрная пешка · c5 чёрная пешка · d5 белая пешка · e5 чёрная пешка · b4 чёрная пешка · c4 белый слон · e4 белая пешка · f4 чёрная пешка · a3 чёрная пешка · b3 чёрный конь · d3 белый конь · f3 белая пешка · g3 чёрная пешка · h3 белый король · a2 чёрный король · f2 чёрная пешка · g2 белая пешка · f1 белая ладья · g1 чёрный слон | d6 чёрная пешка · c5 чёрная пешка · d5 белая пешка · e5 чёрная пешка · b4 чёрная пешка · c4 белый слон · e4 белая пешка · f4 чёрная пешка · a3 чёрная пешка · b3 чёрный конь · d3 белый конь · f3 белая пешка · g3 чёрная пешка · h3 белый король · a2 чёрный король · f2 чёрная пешка · g2 белая пешка · f1 белая ладья · g1 чёрный слон | d6 чёрная пешка · c5 чёрная пешка · d5 белая пешка · e5 чёрная пешка · b4 чёрная пешка · c4 белый слон · e4 белая пешка · f4 чёрная пешка · a3 чёрная пешка · b3 чёрный конь · d3 белый конь · f3 белая пешка · g3 чёрная пешка · h3 белый король · a2 чёрный король · f2 чёрная пешка · g2 белая пешка · f1 белая ладья · g1 чёрный слон | d6 чёрная пешка · c5 чёрная пешка · d5 белая пешка · e5 чёрная пешка · b4 чёрная пешка · c4 белый слон · e4 белая пешка · f4 чёрная пешка · a3 чёрная пешка · b3 чёрный конь · d3 белый конь · f3 белая пешка · g3 чёрная пешка · h3 белый король · a2 чёрный король · f2 чёрная пешка · g2 белая пешка · f1 белая ладья · g1 чёрный слон | d6 чёрная пешка · c5 чёрная пешка · d5 белая пешка · e5 чёрная пешка · b4 чёрная пешка · c4 белый слон · e4 белая пешка · f4 чёрная пешка · a3 чёрная пешка · b3 чёрный конь · d3 белый конь · f3 белая пешка · g3 чёрная пешка · h3 белый король · a2 чёрный король · f2 чёрная пешка · g2 белая пешка · f1 белая ладья · g1 чёрный слон | 2 |
| 1 | d6 чёрная пешка · c5 чёрная пешка · d5 белая пешка · e5 чёрная пешка · b4 чёрная пешка · c4 белый слон · e4 белая пешка · f4 чёрная пешка · a3 чёрная пешка · b3 чёрный конь · d3 белый конь · f3 белая пешка · g3 чёрная пешка · h3 белый король · a2 чёрный король · f2 чёрная пешка · g2 белая пешка · f1 белая ладья · g1 чёрный слон | d6 чёрная пешка · c5 чёрная пешка · d5 белая пешка · e5 чёрная пешка · b4 чёрная пешка · c4 белый слон · e4 белая пешка · f4 чёрная пешка · a3 чёрная пешка · b3 чёрный конь · d3 белый конь · f3 белая пешка · g3 чёрная пешка · h3 белый король · a2 чёрный король · f2 чёрная пешка · g2 белая пешка · f1 белая ладья · g1 чёрный слон | d6 чёрная пешка · c5 чёрная пешка · d5 белая пешка · e5 чёрная пешка · b4 чёрная пешка · c4 белый слон · e4 белая пешка · f4 чёрная пешка · a3 чёрная пешка · b3 чёрный конь · d3 белый конь · f3 белая пешка · g3 чёрная пешка · h3 белый король · a2 чёрный король · f2 чёрная пешка · g2 белая пешка · f1 белая ладья · g1 чёрный слон | d6 чёрная пешка · c5 чёрная пешка · d5 белая пешка · e5 чёрная пешка · b4 чёрная пешка · c4 белый слон · e4 белая пешка · f4 чёрная пешка · a3 чёрная пешка · b3 чёрный конь · d3 белый конь · f3 белая пешка · g3 чёрная пешка · h3 белый король · a2 чёрный король · f2 чёрная пешка · g2 белая пешка · f1 белая ладья · g1 чёрный слон | d6 чёрная пешка · c5 чёрная пешка · d5 белая пешка · e5 чёрная пешка · b4 чёрная пешка · c4 белый слон · e4 белая пешка · f4 чёрная пешка · a3 чёрная пешка · b3 чёрный конь · d3 белый конь · f3 белая пешка · g3 чёрная пешка · h3 белый король · a2 чёрный король · f2 чёрная пешка · g2 белая пешка · f1 белая ладья · g1 чёрный слон | d6 чёрная пешка · c5 чёрная пешка · d5 белая пешка · e5 чёрная пешка · b4 чёрная пешка · c4 белый слон · e4 белая пешка · f4 чёрная пешка · a3 чёрная пешка · b3 чёрный конь · d3 белый конь · f3 белая пешка · g3 чёрная пешка · h3 белый король · a2 чёрный король · f2 чёрная пешка · g2 белая пешка · f1 белая ладья · g1 чёрный слон | d6 чёрная пешка · c5 чёрная пешка · d5 белая пешка · e5 чёрная пешка · b4 чёрная пешка · c4 белый слон · e4 белая пешка · f4 чёрная пешка · a3 чёрная пешка · b3 чёрный конь · d3 белый конь · f3 белая пешка · g3 чёрная пешка · h3 белый король · a2 чёрный король · f2 чёрная пешка · g2 белая пешка · f1 белая ладья · g1 чёрный слон | d6 чёрная пешка · c5 чёрная пешка · d5 белая пешка · e5 чёрная пешка · b4 чёрная пешка · c4 белый слон · e4 белая пешка · f4 чёрная пешка · a3 чёрная пешка · b3 чёрный конь · d3 белый конь · f3 белая пешка · g3 чёрная пешка · h3 белый король · a2 чёрный король · f2 чёрная пешка · g2 белая пешка · f1 белая ладья · g1 чёрный слон | 1 |
|   | a | b | c | d | e | f | g | h |   |

Решение:
1. Крg4! Ch2
2. Kpf5 Cg1
3. Kpe6 Ch2
4. Kpd7 (возможно также и 4.Кр:d6) Cg1
5. Kpc6 Ch2
6. Kpb5 Cg1
7. Kpa4 Ch2
8. C:b3×
«Один из самых интересных шахматно-литературных памятников русско-турецкой Освободительной войны (1877—1878). Видно, что в этой позиции фигуры и пешки изображают непрерывную полосу препятствий труднопроходимой горы. Белый король, двигаясь по „горной цепи“, символизирует марш русской армии. После трудного перехода следует „мат“ — 8. С:b3, турецкому паше (Кра2)».
Эту свою задачу Шумов сопроводил стихотворением:
Герои перешли Балканы! 

Ужасный путь их не был скор: 

Мороз и турки и бураны — 

Все вражьи силы грозных гор, 

Соединясь в преграды злые, 

Стремились тщетно восемь дней

Расстроить силы удалые, 

Остановить богатырей. 

Побеждена сама природа! 

А дальше все возьмет булат! 

Но здесь мы до восьмого хода

Дойдем легко, и чёрным — мат. 
|   | a | b | c | d | e | f | g | h |   |
| - | --- | --- | --- | --- | --- | --- | --- | --- | - |
| 8 | b8 белая ладья · h8 белый слон · d7 чёрная пешка · e7 чёрный король · f7 чёрный конь · a6 белый слон · d6 чёрная пешка · f6 чёрный ферзь · h6 белый конь · b5 белый конь · d5 чёрная ладья · f5 чёрный конь · d4 чёрная пешка · f4 чёрная пешка · h4 белая пешка · a2 чёрный слон · a1 белый ферзь · h1 белый король | b8 белая ладья · h8 белый слон · d7 чёрная пешка · e7 чёрный король · f7 чёрный конь · a6 белый слон · d6 чёрная пешка · f6 чёрный ферзь · h6 белый конь · b5 белый конь · d5 чёрная ладья · f5 чёрный конь · d4 чёрная пешка · f4 чёрная пешка · h4 белая пешка · a2 чёрный слон · a1 белый ферзь · h1 белый король | b8 белая ладья · h8 белый слон · d7 чёрная пешка · e7 чёрный король · f7 чёрный конь · a6 белый слон · d6 чёрная пешка · f6 чёрный ферзь · h6 белый конь · b5 белый конь · d5 чёрная ладья · f5 чёрный конь · d4 чёрная пешка · f4 чёрная пешка · h4 белая пешка · a2 чёрный слон · a1 белый ферзь · h1 белый король | b8 белая ладья · h8 белый слон · d7 чёрная пешка · e7 чёрный король · f7 чёрный конь · a6 белый слон · d6 чёрная пешка · f6 чёрный ферзь · h6 белый конь · b5 белый конь · d5 чёрная ладья · f5 чёрный конь · d4 чёрная пешка · f4 чёрная пешка · h4 белая пешка · a2 чёрный слон · a1 белый ферзь · h1 белый король | b8 белая ладья · h8 белый слон · d7 чёрная пешка · e7 чёрный король · f7 чёрный конь · a6 белый слон · d6 чёрная пешка · f6 чёрный ферзь · h6 белый конь · b5 белый конь · d5 чёрная ладья · f5 чёрный конь · d4 чёрная пешка · f4 чёрная пешка · h4 белая пешка · a2 чёрный слон · a1 белый ферзь · h1 белый король | b8 белая ладья · h8 белый слон · d7 чёрная пешка · e7 чёрный король · f7 чёрный конь · a6 белый слон · d6 чёрная пешка · f6 чёрный ферзь · h6 белый конь · b5 белый конь · d5 чёрная ладья · f5 чёрный конь · d4 чёрная пешка · f4 чёрная пешка · h4 белая пешка · a2 чёрный слон · a1 белый ферзь · h1 белый король | b8 белая ладья · h8 белый слон · d7 чёрная пешка · e7 чёрный король · f7 чёрный конь · a6 белый слон · d6 чёрная пешка · f6 чёрный ферзь · h6 белый конь · b5 белый конь · d5 чёрная ладья · f5 чёрный конь · d4 чёрная пешка · f4 чёрная пешка · h4 белая пешка · a2 чёрный слон · a1 белый ферзь · h1 белый король | b8 белая ладья · h8 белый слон · d7 чёрная пешка · e7 чёрный король · f7 чёрный конь · a6 белый слон · d6 чёрная пешка · f6 чёрный ферзь · h6 белый конь · b5 белый конь · d5 чёрная ладья · f5 чёрный конь · d4 чёрная пешка · f4 чёрная пешка · h4 белая пешка · a2 чёрный слон · a1 белый ферзь · h1 белый король | 8 |
| 7 | b8 белая ладья · h8 белый слон · d7 чёрная пешка · e7 чёрный король · f7 чёрный конь · a6 белый слон · d6 чёрная пешка · f6 чёрный ферзь · h6 белый конь · b5 белый конь · d5 чёрная ладья · f5 чёрный конь · d4 чёрная пешка · f4 чёрная пешка · h4 белая пешка · a2 чёрный слон · a1 белый ферзь · h1 белый король | b8 белая ладья · h8 белый слон · d7 чёрная пешка · e7 чёрный король · f7 чёрный конь · a6 белый слон · d6 чёрная пешка · f6 чёрный ферзь · h6 белый конь · b5 белый конь · d5 чёрная ладья · f5 чёрный конь · d4 чёрная пешка · f4 чёрная пешка · h4 белая пешка · a2 чёрный слон · a1 белый ферзь · h1 белый король | b8 белая ладья · h8 белый слон · d7 чёрная пешка · e7 чёрный король · f7 чёрный конь · a6 белый слон · d6 чёрная пешка · f6 чёрный ферзь · h6 белый конь · b5 белый конь · d5 чёрная ладья · f5 чёрный конь · d4 чёрная пешка · f4 чёрная пешка · h4 белая пешка · a2 чёрный слон · a1 белый ферзь · h1 белый король | b8 белая ладья · h8 белый слон · d7 чёрная пешка · e7 чёрный король · f7 чёрный конь · a6 белый слон · d6 чёрная пешка · f6 чёрный ферзь · h6 белый конь · b5 белый конь · d5 чёрная ладья · f5 чёрный конь · d4 чёрная пешка · f4 чёрная пешка · h4 белая пешка · a2 чёрный слон · a1 белый ферзь · h1 белый король | b8 белая ладья · h8 белый слон · d7 чёрная пешка · e7 чёрный король · f7 чёрный конь · a6 белый слон · d6 чёрная пешка · f6 чёрный ферзь · h6 белый конь · b5 белый конь · d5 чёрная ладья · f5 чёрный конь · d4 чёрная пешка · f4 чёрная пешка · h4 белая пешка · a2 чёрный слон · a1 белый ферзь · h1 белый король | b8 белая ладья · h8 белый слон · d7 чёрная пешка · e7 чёрный король · f7 чёрный конь · a6 белый слон · d6 чёрная пешка · f6 чёрный ферзь · h6 белый конь · b5 белый конь · d5 чёрная ладья · f5 чёрный конь · d4 чёрная пешка · f4 чёрная пешка · h4 белая пешка · a2 чёрный слон · a1 белый ферзь · h1 белый король | b8 белая ладья · h8 белый слон · d7 чёрная пешка · e7 чёрный король · f7 чёрный конь · a6 белый слон · d6 чёрная пешка · f6 чёрный ферзь · h6 белый конь · b5 белый конь · d5 чёрная ладья · f5 чёрный конь · d4 чёрная пешка · f4 чёрная пешка · h4 белая пешка · a2 чёрный слон · a1 белый ферзь · h1 белый король | b8 белая ладья · h8 белый слон · d7 чёрная пешка · e7 чёрный король · f7 чёрный конь · a6 белый слон · d6 чёрная пешка · f6 чёрный ферзь · h6 белый конь · b5 белый конь · d5 чёрная ладья · f5 чёрный конь · d4 чёрная пешка · f4 чёрная пешка · h4 белая пешка · a2 чёрный слон · a1 белый ферзь · h1 белый король | 7 |
| 6 | b8 белая ладья · h8 белый слон · d7 чёрная пешка · e7 чёрный король · f7 чёрный конь · a6 белый слон · d6 чёрная пешка · f6 чёрный ферзь · h6 белый конь · b5 белый конь · d5 чёрная ладья · f5 чёрный конь · d4 чёрная пешка · f4 чёрная пешка · h4 белая пешка · a2 чёрный слон · a1 белый ферзь · h1 белый король | b8 белая ладья · h8 белый слон · d7 чёрная пешка · e7 чёрный король · f7 чёрный конь · a6 белый слон · d6 чёрная пешка · f6 чёрный ферзь · h6 белый конь · b5 белый конь · d5 чёрная ладья · f5 чёрный конь · d4 чёрная пешка · f4 чёрная пешка · h4 белая пешка · a2 чёрный слон · a1 белый ферзь · h1 белый король | b8 белая ладья · h8 белый слон · d7 чёрная пешка · e7 чёрный король · f7 чёрный конь · a6 белый слон · d6 чёрная пешка · f6 чёрный ферзь · h6 белый конь · b5 белый конь · d5 чёрная ладья · f5 чёрный конь · d4 чёрная пешка · f4 чёрная пешка · h4 белая пешка · a2 чёрный слон · a1 белый ферзь · h1 белый король | b8 белая ладья · h8 белый слон · d7 чёрная пешка · e7 чёрный король · f7 чёрный конь · a6 белый слон · d6 чёрная пешка · f6 чёрный ферзь · h6 белый конь · b5 белый конь · d5 чёрная ладья · f5 чёрный конь · d4 чёрная пешка · f4 чёрная пешка · h4 белая пешка · a2 чёрный слон · a1 белый ферзь · h1 белый король | b8 белая ладья · h8 белый слон · d7 чёрная пешка · e7 чёрный король · f7 чёрный конь · a6 белый слон · d6 чёрная пешка · f6 чёрный ферзь · h6 белый конь · b5 белый конь · d5 чёрная ладья · f5 чёрный конь · d4 чёрная пешка · f4 чёрная пешка · h4 белая пешка · a2 чёрный слон · a1 белый ферзь · h1 белый король | b8 белая ладья · h8 белый слон · d7 чёрная пешка · e7 чёрный король · f7 чёрный конь · a6 белый слон · d6 чёрная пешка · f6 чёрный ферзь · h6 белый конь · b5 белый конь · d5 чёрная ладья · f5 чёрный конь · d4 чёрная пешка · f4 чёрная пешка · h4 белая пешка · a2 чёрный слон · a1 белый ферзь · h1 белый король | b8 белая ладья · h8 белый слон · d7 чёрная пешка · e7 чёрный король · f7 чёрный конь · a6 белый слон · d6 чёрная пешка · f6 чёрный ферзь · h6 белый конь · b5 белый конь · d5 чёрная ладья · f5 чёрный конь · d4 чёрная пешка · f4 чёрная пешка · h4 белая пешка · a2 чёрный слон · a1 белый ферзь · h1 белый король | b8 белая ладья · h8 белый слон · d7 чёрная пешка · e7 чёрный король · f7 чёрный конь · a6 белый слон · d6 чёрная пешка · f6 чёрный ферзь · h6 белый конь · b5 белый конь · d5 чёрная ладья · f5 чёрный конь · d4 чёрная пешка · f4 чёрная пешка · h4 белая пешка · a2 чёрный слон · a1 белый ферзь · h1 белый король | 6 |
| 5 | b8 белая ладья · h8 белый слон · d7 чёрная пешка · e7 чёрный король · f7 чёрный конь · a6 белый слон · d6 чёрная пешка · f6 чёрный ферзь · h6 белый конь · b5 белый конь · d5 чёрная ладья · f5 чёрный конь · d4 чёрная пешка · f4 чёрная пешка · h4 белая пешка · a2 чёрный слон · a1 белый ферзь · h1 белый король | b8 белая ладья · h8 белый слон · d7 чёрная пешка · e7 чёрный король · f7 чёрный конь · a6 белый слон · d6 чёрная пешка · f6 чёрный ферзь · h6 белый конь · b5 белый конь · d5 чёрная ладья · f5 чёрный конь · d4 чёрная пешка · f4 чёрная пешка · h4 белая пешка · a2 чёрный слон · a1 белый ферзь · h1 белый король | b8 белая ладья · h8 белый слон · d7 чёрная пешка · e7 чёрный король · f7 чёрный конь · a6 белый слон · d6 чёрная пешка · f6 чёрный ферзь · h6 белый конь · b5 белый конь · d5 чёрная ладья · f5 чёрный конь · d4 чёрная пешка · f4 чёрная пешка · h4 белая пешка · a2 чёрный слон · a1 белый ферзь · h1 белый король | b8 белая ладья · h8 белый слон · d7 чёрная пешка · e7 чёрный король · f7 чёрный конь · a6 белый слон · d6 чёрная пешка · f6 чёрный ферзь · h6 белый конь · b5 белый конь · d5 чёрная ладья · f5 чёрный конь · d4 чёрная пешка · f4 чёрная пешка · h4 белая пешка · a2 чёрный слон · a1 белый ферзь · h1 белый король | b8 белая ладья · h8 белый слон · d7 чёрная пешка · e7 чёрный король · f7 чёрный конь · a6 белый слон · d6 чёрная пешка · f6 чёрный ферзь · h6 белый конь · b5 белый конь · d5 чёрная ладья · f5 чёрный конь · d4 чёрная пешка · f4 чёрная пешка · h4 белая пешка · a2 чёрный слон · a1 белый ферзь · h1 белый король | b8 белая ладья · h8 белый слон · d7 чёрная пешка · e7 чёрный король · f7 чёрный конь · a6 белый слон · d6 чёрная пешка · f6 чёрный ферзь · h6 белый конь · b5 белый конь · d5 чёрная ладья · f5 чёрный конь · d4 чёрная пешка · f4 чёрная пешка · h4 белая пешка · a2 чёрный слон · a1 белый ферзь · h1 белый король | b8 белая ладья · h8 белый слон · d7 чёрная пешка · e7 чёрный король · f7 чёрный конь · a6 белый слон · d6 чёрная пешка · f6 чёрный ферзь · h6 белый конь · b5 белый конь · d5 чёрная ладья · f5 чёрный конь · d4 чёрная пешка · f4 чёрная пешка · h4 белая пешка · a2 чёрный слон · a1 белый ферзь · h1 белый король | b8 белая ладья · h8 белый слон · d7 чёрная пешка · e7 чёрный король · f7 чёрный конь · a6 белый слон · d6 чёрная пешка · f6 чёрный ферзь · h6 белый конь · b5 белый конь · d5 чёрная ладья · f5 чёрный конь · d4 чёрная пешка · f4 чёрная пешка · h4 белая пешка · a2 чёрный слон · a1 белый ферзь · h1 белый король | 5 |
| 4 | b8 белая ладья · h8 белый слон · d7 чёрная пешка · e7 чёрный король · f7 чёрный конь · a6 белый слон · d6 чёрная пешка · f6 чёрный ферзь · h6 белый конь · b5 белый конь · d5 чёрная ладья · f5 чёрный конь · d4 чёрная пешка · f4 чёрная пешка · h4 белая пешка · a2 чёрный слон · a1 белый ферзь · h1 белый король | b8 белая ладья · h8 белый слон · d7 чёрная пешка · e7 чёрный король · f7 чёрный конь · a6 белый слон · d6 чёрная пешка · f6 чёрный ферзь · h6 белый конь · b5 белый конь · d5 чёрная ладья · f5 чёрный конь · d4 чёрная пешка · f4 чёрная пешка · h4 белая пешка · a2 чёрный слон · a1 белый ферзь · h1 белый король | b8 белая ладья · h8 белый слон · d7 чёрная пешка · e7 чёрный король · f7 чёрный конь · a6 белый слон · d6 чёрная пешка · f6 чёрный ферзь · h6 белый конь · b5 белый конь · d5 чёрная ладья · f5 чёрный конь · d4 чёрная пешка · f4 чёрная пешка · h4 белая пешка · a2 чёрный слон · a1 белый ферзь · h1 белый король | b8 белая ладья · h8 белый слон · d7 чёрная пешка · e7 чёрный король · f7 чёрный конь · a6 белый слон · d6 чёрная пешка · f6 чёрный ферзь · h6 белый конь · b5 белый конь · d5 чёрная ладья · f5 чёрный конь · d4 чёрная пешка · f4 чёрная пешка · h4 белая пешка · a2 чёрный слон · a1 белый ферзь · h1 белый король | b8 белая ладья · h8 белый слон · d7 чёрная пешка · e7 чёрный король · f7 чёрный конь · a6 белый слон · d6 чёрная пешка · f6 чёрный ферзь · h6 белый конь · b5 белый конь · d5 чёрная ладья · f5 чёрный конь · d4 чёрная пешка · f4 чёрная пешка · h4 белая пешка · a2 чёрный слон · a1 белый ферзь · h1 белый король | b8 белая ладья · h8 белый слон · d7 чёрная пешка · e7 чёрный король · f7 чёрный конь · a6 белый слон · d6 чёрная пешка · f6 чёрный ферзь · h6 белый конь · b5 белый конь · d5 чёрная ладья · f5 чёрный конь · d4 чёрная пешка · f4 чёрная пешка · h4 белая пешка · a2 чёрный слон · a1 белый ферзь · h1 белый король | b8 белая ладья · h8 белый слон · d7 чёрная пешка · e7 чёрный король · f7 чёрный конь · a6 белый слон · d6 чёрная пешка · f6 чёрный ферзь · h6 белый конь · b5 белый конь · d5 чёрная ладья · f5 чёрный конь · d4 чёрная пешка · f4 чёрная пешка · h4 белая пешка · a2 чёрный слон · a1 белый ферзь · h1 белый король | b8 белая ладья · h8 белый слон · d7 чёрная пешка · e7 чёрный король · f7 чёрный конь · a6 белый слон · d6 чёрная пешка · f6 чёрный ферзь · h6 белый конь · b5 белый конь · d5 чёрная ладья · f5 чёрный конь · d4 чёрная пешка · f4 чёрная пешка · h4 белая пешка · a2 чёрный слон · a1 белый ферзь · h1 белый король | 4 |
| 3 | b8 белая ладья · h8 белый слон · d7 чёрная пешка · e7 чёрный король · f7 чёрный конь · a6 белый слон · d6 чёрная пешка · f6 чёрный ферзь · h6 белый конь · b5 белый конь · d5 чёрная ладья · f5 чёрный конь · d4 чёрная пешка · f4 чёрная пешка · h4 белая пешка · a2 чёрный слон · a1 белый ферзь · h1 белый король | b8 белая ладья · h8 белый слон · d7 чёрная пешка · e7 чёрный король · f7 чёрный конь · a6 белый слон · d6 чёрная пешка · f6 чёрный ферзь · h6 белый конь · b5 белый конь · d5 чёрная ладья · f5 чёрный конь · d4 чёрная пешка · f4 чёрная пешка · h4 белая пешка · a2 чёрный слон · a1 белый ферзь · h1 белый король | b8 белая ладья · h8 белый слон · d7 чёрная пешка · e7 чёрный король · f7 чёрный конь · a6 белый слон · d6 чёрная пешка · f6 чёрный ферзь · h6 белый конь · b5 белый конь · d5 чёрная ладья · f5 чёрный конь · d4 чёрная пешка · f4 чёрная пешка · h4 белая пешка · a2 чёрный слон · a1 белый ферзь · h1 белый король | b8 белая ладья · h8 белый слон · d7 чёрная пешка · e7 чёрный король · f7 чёрный конь · a6 белый слон · d6 чёрная пешка · f6 чёрный ферзь · h6 белый конь · b5 белый конь · d5 чёрная ладья · f5 чёрный конь · d4 чёрная пешка · f4 чёрная пешка · h4 белая пешка · a2 чёрный слон · a1 белый ферзь · h1 белый король | b8 белая ладья · h8 белый слон · d7 чёрная пешка · e7 чёрный король · f7 чёрный конь · a6 белый слон · d6 чёрная пешка · f6 чёрный ферзь · h6 белый конь · b5 белый конь · d5 чёрная ладья · f5 чёрный конь · d4 чёрная пешка · f4 чёрная пешка · h4 белая пешка · a2 чёрный слон · a1 белый ферзь · h1 белый король | b8 белая ладья · h8 белый слон · d7 чёрная пешка · e7 чёрный король · f7 чёрный конь · a6 белый слон · d6 чёрная пешка · f6 чёрный ферзь · h6 белый конь · b5 белый конь · d5 чёрная ладья · f5 чёрный конь · d4 чёрная пешка · f4 чёрная пешка · h4 белая пешка · a2 чёрный слон · a1 белый ферзь · h1 белый король | b8 белая ладья · h8 белый слон · d7 чёрная пешка · e7 чёрный король · f7 чёрный конь · a6 белый слон · d6 чёрная пешка · f6 чёрный ферзь · h6 белый конь · b5 белый конь · d5 чёрная ладья · f5 чёрный конь · d4 чёрная пешка · f4 чёрная пешка · h4 белая пешка · a2 чёрный слон · a1 белый ферзь · h1 белый король | b8 белая ладья · h8 белый слон · d7 чёрная пешка · e7 чёрный король · f7 чёрный конь · a6 белый слон · d6 чёрная пешка · f6 чёрный ферзь · h6 белый конь · b5 белый конь · d5 чёрная ладья · f5 чёрный конь · d4 чёрная пешка · f4 чёрная пешка · h4 белая пешка · a2 чёрный слон · a1 белый ферзь · h1 белый король | 3 |
| 2 | b8 белая ладья · h8 белый слон · d7 чёрная пешка · e7 чёрный король · f7 чёрный конь · a6 белый слон · d6 чёрная пешка · f6 чёрный ферзь · h6 белый конь · b5 белый конь · d5 чёрная ладья · f5 чёрный конь · d4 чёрная пешка · f4 чёрная пешка · h4 белая пешка · a2 чёрный слон · a1 белый ферзь · h1 белый король | b8 белая ладья · h8 белый слон · d7 чёрная пешка · e7 чёрный король · f7 чёрный конь · a6 белый слон · d6 чёрная пешка · f6 чёрный ферзь · h6 белый конь · b5 белый конь · d5 чёрная ладья · f5 чёрный конь · d4 чёрная пешка · f4 чёрная пешка · h4 белая пешка · a2 чёрный слон · a1 белый ферзь · h1 белый король | b8 белая ладья · h8 белый слон · d7 чёрная пешка · e7 чёрный король · f7 чёрный конь · a6 белый слон · d6 чёрная пешка · f6 чёрный ферзь · h6 белый конь · b5 белый конь · d5 чёрная ладья · f5 чёрный конь · d4 чёрная пешка · f4 чёрная пешка · h4 белая пешка · a2 чёрный слон · a1 белый ферзь · h1 белый король | b8 белая ладья · h8 белый слон · d7 чёрная пешка · e7 чёрный король · f7 чёрный конь · a6 белый слон · d6 чёрная пешка · f6 чёрный ферзь · h6 белый конь · b5 белый конь · d5 чёрная ладья · f5 чёрный конь · d4 чёрная пешка · f4 чёрная пешка · h4 белая пешка · a2 чёрный слон · a1 белый ферзь · h1 белый король | b8 белая ладья · h8 белый слон · d7 чёрная пешка · e7 чёрный король · f7 чёрный конь · a6 белый слон · d6 чёрная пешка · f6 чёрный ферзь · h6 белый конь · b5 белый конь · d5 чёрная ладья · f5 чёрный конь · d4 чёрная пешка · f4 чёрная пешка · h4 белая пешка · a2 чёрный слон · a1 белый ферзь · h1 белый король | b8 белая ладья · h8 белый слон · d7 чёрная пешка · e7 чёрный король · f7 чёрный конь · a6 белый слон · d6 чёрная пешка · f6 чёрный ферзь · h6 белый конь · b5 белый конь · d5 чёрная ладья · f5 чёрный конь · d4 чёрная пешка · f4 чёрная пешка · h4 белая пешка · a2 чёрный слон · a1 белый ферзь · h1 белый король | b8 белая ладья · h8 белый слон · d7 чёрная пешка · e7 чёрный король · f7 чёрный конь · a6 белый слон · d6 чёрная пешка · f6 чёрный ферзь · h6 белый конь · b5 белый конь · d5 чёрная ладья · f5 чёрный конь · d4 чёрная пешка · f4 чёрная пешка · h4 белая пешка · a2 чёрный слон · a1 белый ферзь · h1 белый король | b8 белая ладья · h8 белый слон · d7 чёрная пешка · e7 чёрный король · f7 чёрный конь · a6 белый слон · d6 чёрная пешка · f6 чёрный ферзь · h6 белый конь · b5 белый конь · d5 чёрная ладья · f5 чёрный конь · d4 чёрная пешка · f4 чёрная пешка · h4 белая пешка · a2 чёрный слон · a1 белый ферзь · h1 белый король | 2 |
| 1 | b8 белая ладья · h8 белый слон · d7 чёрная пешка · e7 чёрный король · f7 чёрный конь · a6 белый слон · d6 чёрная пешка · f6 чёрный ферзь · h6 белый конь · b5 белый конь · d5 чёрная ладья · f5 чёрный конь · d4 чёрная пешка · f4 чёрная пешка · h4 белая пешка · a2 чёрный слон · a1 белый ферзь · h1 белый король | b8 белая ладья · h8 белый слон · d7 чёрная пешка · e7 чёрный король · f7 чёрный конь · a6 белый слон · d6 чёрная пешка · f6 чёрный ферзь · h6 белый конь · b5 белый конь · d5 чёрная ладья · f5 чёрный конь · d4 чёрная пешка · f4 чёрная пешка · h4 белая пешка · a2 чёрный слон · a1 белый ферзь · h1 белый король | b8 белая ладья · h8 белый слон · d7 чёрная пешка · e7 чёрный король · f7 чёрный конь · a6 белый слон · d6 чёрная пешка · f6 чёрный ферзь · h6 белый конь · b5 белый конь · d5 чёрная ладья · f5 чёрный конь · d4 чёрная пешка · f4 чёрная пешка · h4 белая пешка · a2 чёрный слон · a1 белый ферзь · h1 белый король | b8 белая ладья · h8 белый слон · d7 чёрная пешка · e7 чёрный король · f7 чёрный конь · a6 белый слон · d6 чёрная пешка · f6 чёрный ферзь · h6 белый конь · b5 белый конь · d5 чёрная ладья · f5 чёрный конь · d4 чёрная пешка · f4 чёрная пешка · h4 белая пешка · a2 чёрный слон · a1 белый ферзь · h1 белый король | b8 белая ладья · h8 белый слон · d7 чёрная пешка · e7 чёрный король · f7 чёрный конь · a6 белый слон · d6 чёрная пешка · f6 чёрный ферзь · h6 белый конь · b5 белый конь · d5 чёрная ладья · f5 чёрный конь · d4 чёрная пешка · f4 чёрная пешка · h4 белая пешка · a2 чёрный слон · a1 белый ферзь · h1 белый король | b8 белая ладья · h8 белый слон · d7 чёрная пешка · e7 чёрный король · f7 чёрный конь · a6 белый слон · d6 чёрная пешка · f6 чёрный ферзь · h6 белый конь · b5 белый конь · d5 чёрная ладья · f5 чёрный конь · d4 чёрная пешка · f4 чёрная пешка · h4 белая пешка · a2 чёрный слон · a1 белый ферзь · h1 белый король | b8 белая ладья · h8 белый слон · d7 чёрная пешка · e7 чёрный король · f7 чёрный конь · a6 белый слон · d6 чёрная пешка · f6 чёрный ферзь · h6 белый конь · b5 белый конь · d5 чёрная ладья · f5 чёрный конь · d4 чёрная пешка · f4 чёрная пешка · h4 белая пешка · a2 чёрный слон · a1 белый ферзь · h1 белый король | b8 белая ладья · h8 белый слон · d7 чёрная пешка · e7 чёрный король · f7 чёрный конь · a6 белый слон · d6 чёрная пешка · f6 чёрный ферзь · h6 белый конь · b5 белый конь · d5 чёрная ладья · f5 чёрный конь · d4 чёрная пешка · f4 чёрная пешка · h4 белая пешка · a2 чёрный слон · a1 белый ферзь · h1 белый король | 1 |
|   | a | b | c | d | e | f | g | h |   |

Решение:
1. Kg8+! Kpe6
2. Kc7+ Kpe5
3. Лe8+ Ke7
4. Фe1+ Kpf5
5. Cd3+ Kpg4
6. K:f6+ Kph3 (Kpf3)
7. Cf1(Ce4)×
Задача представляет штурм Плевена во время Русско-Турецкой войны в 1877 году. Плевен представлен буквой «П», образованной фигурами. Чёрный король — Осман-паша.